# Episodi di Fairy Tail (settima stagione)
La settima stagione di Fairy Tail, serie televisiva anime prodotta da A-1 Pictures, Bridge e TV Tokyo, diretta da Shinji Ishihira e tratta dall'omonimo manga di Hiro Mashima, raggruppa gli episodi dal 176 al 265, ai quali corrispondono i capitoli 299 al 420 del manga. Essi mostrano la partecipazione dei membri di Fairy Tail ai Grandi Giochi di Magia contro le altre maggiori gilde, con l'intento di vincere e recuperare l'orgoglio perduto durante i sette anni in cui sono mancati i membri più forti e famosi della gilda. Una volta finiti i Grandi Giochi di Magia, gli Spiriti Stellari dello Zodiaco si ribellano e Fairy Tail cerca di scoprire il motivo di tale comportamento. Sventata la minaccia della ribellione degli Spiriti Stellari, Natsu e Gray ricevono un incarico da uno dei Dieci Maghi Sacri e insieme a loro si aggiungono Wendy, Elsa e Lucy ad aiutarli nella missione. Svolta la missione con successo, il mondo magico viene minacciato dalla gilda oscura Tartaros e Fairy Tail inizia una guerra contro di essa per salvare l'intero continente.
Gli episodi della stagione sono stati trasmessi in Giappone su TV Tokyo dal 5 aprile 2014 al 26 dicembre 2015 a cadenza settimanale ogni sabato alle 10:30 (JST). L'edizione italiana è uscita su Prime Video il 31 gennaio 2024.
Sono presenti sei sigle di apertura: Masayume CHASING di BoA (episodi 176-188), Strike Back di Back On (episodi 189-203), Mysterious Magic di Do as Infinity (episodi 204-214), Break Out di V6 (episodi 215-226), Yumeiro Graffiti di Tackey & Tsubasa (episodi 227-239), NEVER-END TAIL di Tatsuyuki Kobayashi e Konomi Suzuki (episodi 240-252) e Believe in Myself di Edge of Life (episodi 253-265). Le sei sigle di chiusura sono: Kimi to kare to boku to kanojo to di Breathe (episodi 176-188), Kokoro no Kagi di May J. (episodi 189-203), Kimi no Mirai di Root Five (episodi 204-214), Don't let me down di Mariya Nishiuchi (episodi 215-226), Never ever di Tokyo Joshiryuu (episodi 227-239), FOREVER HERE di Yōko Ishida (episodi 240-252) e Azayaka na Tabiji di Megumi Mori (episodi 253-265).

## Lista episodi
| Nº  | Titolo italiano Giapponese 「Kanji」 - Rōmaji | In onda           | In onda         |
| Nº  | Titolo italiano Giapponese 「Kanji」 - Rōmaji | Giapponese        | Italiano        |
| 176 | Il re dei draghi 「竜の王」 - Ryū no ō | 5 aprile 2014     | 31 gennaio 2024 |
| 176 | L'intera Fairy Tail festeggia in un bar rilassandosi finché a un certo punto entra Gajeel che dice a Natsu e a Wendy di seguirlo. Intanto, all'hotel dove risiede Sabertooth, Jiemma è irritato per la sconfitta da parte di Sting e Rogue e comincia a colpirli. Lector cerca di calmarlo ma quest'ultimo con la sua magia lo colpisce disintegrandolo, perché non accetta che un comune gatto porti il simbolo di Sabertooth. Sting disperato e preso dalla collera scaglia un fascio di luce contro Jiemma trafiggendolo e presumibilmente uccidendolo. Gajeel porta Natsu e Wendy al cimitero dei draghi situato sotto l'arena e intanto vengono seguiti da Lucy, Gray, Happy, Charle e Lily. Wendy decide di usare la magia Milky Way per cercare un'anima di uno dei draghi morti per far sì che egli spieghi perché si trovano ossa di drago sotto l'arena. Wendy riesce a trovare un'anima e di colpo compare l'anima di un enorme drago. Il drago rivela di chiamarsi Zirconis, il drago di Giada e spiega che 400 anni prima il mondo era governato dai draghi e gli umani erano il loro cibo finché a un certo punto scoppiò una guerra tra draghi perché una parte di loro voleva convivere con gli umani. Zirconis rivela che i draghi che volevano convivere con gli umani gli insegnarono la magia e fu così che nacquero i Dragon Slayer, la cui potenza era mostruosa. Zirconis rivela che i draghi che si trovano sotto l'arena sono stati tutti uccisi da un Dragon slayer che a poco a poco si trasformò anch'esso in un drago diventando il "Re dei Draghi", ovvero, Acnologia. I ragazzi rimangono sconvolti e l'anima di Zirconis scompare. In quel luogo giungono Arcadios e Yukino, quest'ultima è stata reclutata dal generale. Charle riconosce Arcadios e capisce che si tratta del cavaliere bianco della sua premonizione. Il cavaliere rivela ai maghi che Acnologia è stato trasformato in un drago da Zeref e inoltre rivela che ha intenzione di attuare il piano Eclipse per distruggerlo una volta per tutte. |                   |                 |
| 177 | Il Progetto Eclipse 「エクリプス計画」 - Ekuripusu keikaku | 12 aprile 2014    | 31 gennaio 2024 |
| 177 | Arcadios incita i ragazzi a seguirlo all'interno del palazzo Mercurios e gli mostra il portale Eclipse e rivela che ogni anno durante i Grandi Giochi di Magia viene preso il potere magico dai maghi partecipanti per farlo utilizzare al portale (senza che se accorgano) e una volta guadagnato abbastanza e utilizzando le dodici chiavi degli spiriti stellari dello zodiaco lo apriranno per viaggiare nel tempo, Arcadios rivela che il Progetto Eclipse consiste nel tornare nel passato per uccidere Zeref e Acnologia. Poco dopo, giunge sul posto Darton che arresta Arcadios, Lucy e Yukino dicendo che il progetto non deve essere attuato perché altrimenti cambierà il presente. Darton fa uscire dal palazzo Natsu e co e gli dice che se vinceranno i giochi potranno avere un'udienza con il re e liberare Lucy. I ragazzi riferiscono tutto a Makarov e agli altri e preparano un piano. L'ultimo giorno dei giochi è giunto e tutte le squadre giungono nell'arena e la squadra Fairy Tail ha modificato il suo team sostituendo Natsu con Juvia. Makarov rivela a Mavis che un'altra squadra si sta dirigendo al palazzo per salvare Lucy ed è composta da Natsu, Wendy, Mira, Happy, Charle e Lily. |                   |                 |
| 178 | La tattica delle fate 「妖精軍師」 - Yōsei gunshi | 19 aprile 2014    | 31 gennaio 2024 |
| 178 | Natsu, Wendy, Mira, Happy, Charle e Lily si stanno dirigendo al palazzo Mercurios per salvare Lucy e intanto la battaglia finale dei Grandi Giochi di Magia inizia. Il campo di battaglia è l'intera città di Crocus e ogni squadra dovrà decidere un proprio leader. Ogni concorrente sconfitto equivale a un punto mentre se si sconfigge il leader della squadra avversaria si guadagnano cinque punti. Ogni squadra si trova in una parte diversa della città ed essi devono andare a cercare tutti gli altri maghi per iniziare gli scontri. Dopo appena pochi minuti dall'inizio della battaglia, tutti i membri di Quattro Cerberos vengono sconfitti e di conseguenza eliminati. Tutte le squadre iniziano degli scontri mentre la squadra Fairy Tail rimane immobile sbalordendo gli spettatori. Mavis rivela che si tratta di una sua strategia, subito dopo telepaticamente dà ordine ai ragazzi di muoversi coordinandoli. Mavis coordinando la squadra Fairy Tail dice a ognuno dove recarsi e cosa deve fare. La seconda squadra ad essere eliminata è Blue Pegasus. Intanto, Natsu e gli altri riescono a entrare nel palazzo e a trovare Lucy e Yukino ma cadono nella trappola della principessa Hisui E. Fiore che li fa precipitare nel "Palazzo dell'Inferno". Dopo averli fatti cadere in trappola è pronta a far attuare il Progetto Eclipse 2. Intanto, Gray entra in una biblioteca dove si trova Rufus ed è pronto a iniziare uno scontro con lui. |                   |                 |
| 179 | Un conto in sospeso 「グレイ vs. ルーファス」 - Gurei vs. Rūfasu | 26 aprile 2014    | 31 gennaio 2024 |
| 179 | Gray e Rufus iniziano a combattere ma quest'ultimo dimostra di essere molto abile nell'usare la sua magia di memorizzazione. Mavis rivela che non sa se Gray vincerà o perderà perché il giorno prima Gray si era offerto di combattere contro Rufus anche se Mavis gli aveva detto che non era una cosa buona, ma il primo master vuole credere in lui. Intanto, Natsu e gli altri cercano in tutti i modi di uscire dal "Palazzo dell'Inferno". Gray alla fine riesce a ideare una strategia usando un attacco combinato e avendo affrontato fiamme superiori a quelle memorizzate da Rufus, riesce a batterlo facendo guadagnare un punto a Fairy Tail. |                   |                 |
| 180 | L'Ordine dei Lupi Affamati 「餓狼騎士団」 - Garō kishidan | 3 maggio 2014     | 31 gennaio 2024 |
| 180 | Con la vittoria di Gray, Fairy Tail guadagna il primo posto e in quello stesso istante, Sting ripensa alla sera prima. Quando Sting aveva colpito Jiemma che miracolosamente riesce a sopravvivere, Minerva dice che Lector è vivo e che si trova in una dimensione creata con la sua magia, dopo aver detto al Dragon Slayer che lui è il più adatto a diventare il nuovo master e che riavrà Lector solo se vincerà i Grandi Giochi di Magia. Intanto, Natsu e gli altri, nel Palazzo dell'Inferno trovano Arcadios gravemente ferito e ad un certo punto vengono attaccati da dei combattenti misteriosi. Arcadios dice che sono i giustizieri più forti del regno conosciuti come l'Ordine dei Lupi Affamati. Natsu e Wendy cominciano a combattere contro due di loro, Cosmos e Kamika ed esse si rivelano talmente potenti da riuscire a mettere in difficoltà i due Dragon Slayer. Ad un certo punto, Cosmos intrappola Wendy in una delle sue piante per nutrirla. |                   |                 |
| 181 | Fate contro esecutori 「ＦＴ vs. 処刑人」 - Fearī teiru vs. shokeinin | 10 maggio 2014    | 31 gennaio 2024 |
| 181 | Mira libera Wendy e continuano a combattere contro gli esecutori, Cosmos decide di ucciderli tutti in una volta sola facendoli risucchiare all'interno di una grossa pianta. Natsu, Mira e Lily distruggono la pianta causando un'enorme esplosione che li scaraventa in punti diversi del Palazzo dell'Inferno. Natsu si trova ad affrontare Kama, il leader degli esecutori; Lily si scontra con Neppa il quale utilizza la Magia dell'Acido; Mira si scontra con Kamika che utilizza la Paper Magic; Lucy, Yukino, Arcadios, Happy e Charle si trovano ad affrontare Uosuke il quale utilizza una particolare magia che fa comparire della lava al suolo. Lucy e Yukino stavano per cadere nella lava ma Arcadios decide di dirigersi verso di loro camminando sulla lava per permettere alle due maghe di salvarsi perché loro sono le uniche in grado di salvare il mondo. |                   |                 |
| 182 | Terra ardente 「燃える大地」 - Moeru daichi | 17 maggio 2014    | 31 gennaio 2024 |
| 182 | Arcadios cammina sulla lava permettendo a Lucy e Yukino di salvarsi. Prima di essere inghiottito dalla lava dice alle due maghe di andare a cercare la principessa Hisui e che saranno loro a decidere se attivare il Progetto Eclipse. Arcadios sprofonda nella lava, ma viene salvato da Horologium. Nel luogo compare Loki che consegna le chiavi di Lucy e quelle di Yukino. Le due maghe degli spiriti stellari cominciano a combattere contro Uosuke. Natsu, Wendy, Lily e Mirajane continuano a combattere contro gli altri esecutori. Intanto, Mavis sente che all'interno del palazzo i ragazzi stanno combattendo contro qualcuno ma non riesce a capire contro chi. Lucy e Yukino continuano a combattere e quest'ultima mostra la vera forma dello spirito stellare Pisces, ovvero, una madre e suo figlio. Uosuke inonda la zona di acqua e Lucy decide di evocare Aquarius. |                   |                 |
| 183 | In ognuno di noi 「オレたちのいる国」 - Ore-tachi no iru basho | 24 maggio 2014    | 31 gennaio 2024 |
| 183 | Lucy evoca Aquarius ed essa inizia a combattere contro Uosuke. Nello stesso istante Mira viene avvelenata da Kamika ma utilizzando il Take Over diventa immune ai veleni e mette in difficoltà l'esecutrice, mentre Wendy si risveglia dall'incantesimo di Cosmos ricominciando a lottare contro l'altra esecutrice, Lily riesce ad avere la meglio sull'acido di Neppa mettendolo in difficoltà, nel frattempo Natsu decide di cambiare tattica e combatte contro Kama senza utilizzare la magia e gli dice che è disposto a lottare contro il mondo intero pur di proteggere i suoi amici. Natsu e i suoi amici con una grande forza di volontà e tenacia sconfiggono nello stesso momento tutti gli esecutori scaraventandoli l'uno contro l'altro. Sconfitto l'Ordine dei Lupi Affamati, Natsu e tutti gli altri si riuniscono. |                   |                 |
| 184 | Un domani per il regno 「明日までの国」 - Ashita fatto no kuni | 31 maggio 2014    | 31 gennaio 2024 |
| 184 | Natsu e gli altri si dirigono all'uscita indicatagli dall'Ordine dei Lupi Affamati e appena giungono all'uscita che si apre, compare davanti a loro la stessa figura misteriosa che Gerard ha incontrato. Intanto, ai Grandi Giochi di Magia, Juvia inizia uno scontro con Sherria previsto da Mavis e Elsa si dirige nel luogo dove dovrebbe scontrarsi con Minerva. Elsa raggiunge il posto ma viene trovata da Kagura e le due iniziano a combattere. Nello scontro giunge Minerva e le tre maghe cominciano a combattere tra di loro. Minerva vedendo la grande potenza di Elsa e Kagura decide di mostrare a loro che ella tiene in ostaggio Millianna facendole arrabbiare. Al palazzo reale, la principessa Hisui riceve la notizia che l'Ordine dei Lupi Affamati è stato sconfitto e Darton scopre che è lei la vera ideatrice del Progetto Eclipse. Hisui rivela a Darton che ha incontrato una persona venuta dal futuro che le rivelò cosa accadrà al regno il giorno successivo, la principessa prima di credere alla notizia vuole aspettare che i Grandi Giochi di Magia finiscano e se vincerà la gilda dettale dalla persona venuta dal futuro, attiverà il progetto. La persona venuta dal futuro è in realtà Lucy che in quel preciso momento ha incontrato Natsu e gli altri. |                   |                 |
| 185 | Elsa vs Kagura 「エルザ vs. カグラ」 - Eruza vs. Kagura | 7 giugno 2014     | 31 gennaio 2024 |
| 185 | La Lucy del futuro rivela che ha utilizzato il Portale Eclipse per tornare indietro nel tempo sbalordendo i presenti. Intanto ai Grandi Giochi di Magia, Minerva costringe Elsa e Kagura a combattere tra di loro e la vincitrice combatterà contro di lei e libererà Millianna. Da un'altra parte della città, Gajeel viene trovato da Rogue e i due sono pronti a combattere, Luxus s'imbatte in Orga. Elsa e Kagura cominciano a combattere e quest'ultima riesce a metterla in difficoltà nonostante la sua spada sia ancora nel fodero. Kagura rivela a Elsa che vuole uccidere Gerard perché egli ha ucciso Simon, suo fratello maggiore. Elsa le rivela che Simon è morto per colpa della sua debolezza e in quel momento fa scatenare la furia di Kagura che ha intenzione di ucciderla. |                   |                 |
| 186 | Un futuro pieno di disperazione 「絶望へ加速する未来」 - Zetsubō e kasoku suru mirai | 14 giugno 2014    | 31 gennaio 2024 |
| 186 | Elsa alla fine riesce a sconfiggere Kagura e fa così ricordare a quest'ultima che in realtà l'aveva già incontrata anni prima. Entrambe provengono dal villaggio Rosemary ed è stata proprio Elsa a salvare Kagura per non farla portare alla Torre del Paradiso. Kagura perdona Elsa e in quell'istante viene infilzata alle spalle da Minerva che guadagna 5 punti e guadagna un altro punto per aver sconfitto Millianna. La gilda Mermaid Heel è fuori dal torneo e le uniche squadre che rimangono sono: Fairy Tail, Sabertooth e Lamia Scale. Gajeel e Rogue iniziano a combattere. Luxus e Orga iniziano uno scontro ma vengono interrotti da Jura che si unisce allo scontro. Gray e Leon trovano Juvia e Sherria che si affrontano e iniziano uno scontro due contro due. Intanto, al palazzo Mercurius, la principessa Hisui rivela a Darton il futuro che le ha rivelato Lucy, ovvero, che 10.000 draghi attaccheranno il regno. |                   |                 |
| 187 | Cambiamento 「カエル」 - Kaeru | 21 giugno 2014    | 31 gennaio 2024 |
| 187 | La Lucy del futuro rivela a Natsu e gli altri il terribile futuro che li attende: moriranno tutti a causa dei draghi, lei è l'unica sopravvissuta ed ha utilizzato il Portale Eclipse per tornare indietro nel tempo e li conduce nel luogo d'incontro che ha fissato con Gerard, ma vengono trovati dall'Armata Reale e iniziano a combattere, Mira va alla ricerca di Yukino che è sparita e anche Arcadios se n'è andato. Intanto, Gajeel continua a combattere contro Rogue ma ad un certo punto quest'ultimo viene posseduto da una strana ombra che prende il controllo completo del suo corpo. La strana ombra era sul punto di uccidere Gajeel, ma quest'ultimo decide di mangiarla attivando la modalità del Drago di Ferro e Ombra. |                   |                 |
| 188 | Fulmine estremo 「激雷！」 - Gekirai! | 28 giugno 2014    | 31 gennaio 2024 |
| 188 | Gajeel con la Modalità del Drago di Ferro e Ombra inizia un nuovo scontro con Rogue mettendolo in difficoltà e riesce a sconfiggerlo guadagnando un punto per la squadra. Finito lo scontro, la strana ombra che controllava Rogue sparisce. In quel momento, Gray e Juvia combattono contro Leon e Sherria, Elsa inizia a combattere contro Minerva. Natsu e gli altri continuano a combattere contro l'esercito del regno e nello scontro giungono anche l'Ordine dei Lupi Affamati. Arcadios dopo aver indossato l'armatura bianca si dirige dalla principessa Hisui perché secondo lui c'è qualcosa che non torna riguardo al futuro. Intanto, Jura, Orga e Luxus stanno per cominciare uno scontro e il God Slayer provoca il Mago Sacro attaccandolo ma Jura sconfigge Orga con un colpo guadagnando un punto. Luxus e Jura iniziano a combattere e nemmeno Mavis può sapere come andrà a finire visto che a detta del master di Lamia Scale, nei sette anni di vuoto, Jura è diventato il quinto mago più forte del regno, dopo i 4 Ishval visto che non sono umani. |                   |                 |
| 189 | Gloria 「ＧＬＯＲＩＡ」 | 5 luglio 2014     | 31 gennaio 2024 |
| 189 | Lo scontro tra Luxus e Jura assume proporzioni gigantesche, il Dragon Slayer sbalordisce tutti dimostrando di essere alla pari con uno dei Dieci Maghi Sacri. Elsa decide di rilasciare la Second Origin e riesce a sconfiggere Minerva guadagnando cinque punti. Gray e Juvia uniscono le forze e sconfiggono Leon e Sherria guadagnando due punti. Luxus alla fine sconfigge Jura guadagnando cinque punti ed eliminando Lamia Scale dal torneo. Sting è l'unico avversario da sconfiggere, nonché l'unico in piena forma e se li sconfigge insieme ribalterà la situazione e indica la sua posizione ai membri di Fairy Tail. Appena Elsa, Luxus, Gajeel, Juvia e Gray giungono di fronte a lui, Sting rimane abbagliato dalla loro grande forza e capisce che non potrà mai più rivedere Lector, e decide di arrendersi. La gilda vincitrice dei Grandi Giochi di Magia è Fairy Tail. In quel momento Elsa lo rassicura e sul posto giunge Millianna con Lector in mano e Sting e l'Exceed si abbracciano felici. La principessa con Darton, dopo aver visto che i giochi sono finiti come aveva detto la persona del futuro e cioè con un risultato inaspettato: Fairy Tail non ha subito perdite e l'unico che poteva batterla si è arreso, decide di attivare il Progetto Eclipse 2. |                   |                 |
| 190 | Colei che chiude il portale 「扉を閉める者」 - Tobira o shimeru mono | 12 luglio 2014    | 31 gennaio 2024 |
| 190 | I Grandi Giochi di Magia sono finiti e Fairy Tail non ha ancora ricevuto il segnale dalla squadra di Natsu che in quel momento sta ancora combattendo contro l'esercito reale e gli esecutori. In quel momento, Arcadios si reca dalla principessa e scopre che la persona che l'ha avvertita era un uomo. Nello stesso istante, Gerard capisce che la magia che hanno avvertito tutti gli anni ai giochi era il portale Eclipse che in quell'anno proveniva da una persona, e non è la Lucy del Futuro. Infatti al palazzo, i soldati e gli esecutori vengono assorbiti da una strana ombra che li fa scomparire, l'artefice è Rogue Cheney, l'altra persona venuta dal futuro, egli rivela a Natsu e alla sua squadra le due funzioni del portale Eclipse e dice che quest'ultimo non ha sconfitto i draghi perché Lucy ha chiuso il portale impedendo la distruzione dei draghi. Rogue attacca Lucy ma viene protetta dalla Lucy del futuro che muore. Natsu infuriato lo colpisce e promette di salvare il loro futuro. |                   |                 |
| 191 | Duello tra Dragon Slayer 「ナツ ＶＳ. ローグ」 - Natsu VS. Rōgu | 19 luglio 2014    | 31 gennaio 2024 |
| 191 | Lucy scappa insieme a Wendy, Happy, Charle, Lily e Loki lasciando Natsu da solo a combattere contro Rogue. In quel momento, la principessa ordina di aprire il portale e poco alla volta, le serrature si aprono. Mirajane alla fine trova Yukino. Il re di Fiore, riunisce tutte le gilde di maghi nella piazza principale per chiedergli di aiutarli a sconfiggere i draghi. Tutte le gilde accettano e si preparano alla battaglia, in quel momento, Gerard si reca da Doranbolt e Lahar per chiedergli un favore. Lucy, Wendy, Happy, Charle e Lily si recano dalla principessa e assistono all'apertura del portale. Natsu continua a combattere contro Rogue e scopre che in realtà il suo avversario è malvagio. Nello scontro, Rogue attiva la Modalità del Drago d'Ombra Bianca dicendo che ha ottenuto tale modalità uccidendo Sting. Natsu era sul punto di morire ma viene salvato da Ultear e Meredy. Rogue successivamente scappa e le sue ombre cominciano ad assorbire Natsu. Il Portale Eclipse è completamente aperto e sbalordendo tutti, Lucy dice di chiuderlo. |                   |                 |
| 192 | Al mio posto! 「あたしの分まで」 - Atashi no bun made | 26 luglio 2014    | 31 gennaio 2024 |
| 192 | Lucy ordina che venga chiuso il portale, perché in realtà non è un'arma da usare contro i draghi ma una semplice porta collegata a 400 anni prima. Di colpo un drago esce seguito da altri. Lucy rivela che il suo spirito stellare Crux ha fatto delle ricerche e ha finito proprio in quel momento. Sul luogo giunge Yukino con Mira, Lucy insieme a Yukino unisce il suo potere magico per evocare tutti gli spiriti stellari delle chiavi d'oro che riescono a chiudere il portale, ma sette draghi sono riusciti a uscire. Il Rogue del futuro giunge sul luogo e annuncia l'inizio dell'era dei draghi e dimostra di saper controllare i draghi grazie a una magia Dragon Slayer, rivela inoltre che non è tornato nel passato per salvare il futuro e ordina ai draghi di sconfiggere tutti i maghi e ordina a uno dei draghi di eliminare tutti coloro che si trovano davanti al portale, il drago è Zirconis. I maghi cominciano a combattere contro i draghi rimanendo sconvolti della loro potenza e resistenza. Rogue sale su uno dei draghi e vede che su una torre si trova Natsu. |                   |                 |
| 193 | I 7 Draghi 「ＳＥＶＥＮ ＤＲＡＧＯＮ」 | 2 agosto 2014     | 31 gennaio 2024 |
| 193 | Natsu salta sopra il drago che cavalca Rogue e inizia un nuovo scontro con il mago del futuro. Rogue rivela che nel suo futuro il mondo è dominato da un solo drago, Acnologia, così ha deciso di tornare nel passato per persuadere la principessa Hisui ad aprire il portale per far uscire i draghi, così facendo, Rogue avrebbe ordinato ai draghi di uccidere Acnologia e diventare il Re dei Draghi. Intanto, tutti i maghi continuano a combattere contro i draghi e rimangono stupiti dato che questi ultimi sono più potenti di quanto dicono le leggende. Sting e Rogue rivelano in realtà che i loro draghi, Skiadrum e Weisslogia hanno chiesto a loro di ucciderli. Doranbolt e Lahar decidono di acconsentire Gerard e di liberare un prigioniero che sarebbe molto utile nella battaglia contro i draghi. Natsu mentre combatte contro i draghi urla facendosi sentire da tutti dicendo che ci sono sette draghi e sette Dragon Slayer. Rogue del futuro dice che in realtà ci sono sei dragon slayer ma Natsu sente che c'è un settimo. Doranbolt porta il prigioniero in città per sconfiggere i draghi, e il prigioniero è Cobra degli Oracions Sèis, il Dragon Slayer del Veleno e settimo Dragon Slayer. |                   |                 |
| 194 | La magia di Zirconis 「ジルコニスの魔法」 - Jirukonisu no mahō | 9 agosto 2014     | 31 gennaio 2024 |
| 194 | Cobra entra nella battaglia e inizia uno scontro con uno dei draghi. Rogue del futuro ordina a Motherglare di usare la sua magia, il drago subito dopo lancia per tutta la città delle uova dove escono dei piccoli draghi di ferro. I Dragon Slayer iniziano a combattere contro i sette draghi mentre tutti gli altri maghi combattono contro i mini-draghi. Doranbolt e Lahar decidono di andare a combattere anche loro con i Cavalieri delle Rune. Al palazzo, Zirconis utilizza la sua magia dove toglie i vestiti a tutti i soldati per mangiarli ma decide di mangiare solo Lucy, dopo aver spogliato anche a lei. Mira e Wendy iniziano a combattere contro Zirconis e questi lancia Lucy dove accidentalmente colpisce Natsu facendolo cadere da Motherglare. Dall'altra parte della città, Elsa viene salvata da Gerard, i due però vengono trovati da Millianna. Natsu e Lucy cercano un modo per sconfiggere Rogue del futuro e i draghi e al Dragon Slayer viene un'idea per vincere. |                   |                 |
| 195 | Umani e umani, draghi e draghi, umani e draghi 「人と人、竜と竜、人と竜」 - Hito to hito, ryū to ryū, hito to ryū | 16 agosto 2014    | 31 gennaio 2024 |
| 195 | Natsu si dirige verso uno dei draghi, ovvero, Atlas Flame, un drago ricoperto completamente da fiamme. Comincia a mangiare le sue fiamme e dice a Luxus, Fried, Evergreen e Bixlow, che in quel momento stanno combattendo contro di lui, di andare ad aiutare Wendy. Natsu continua a mangiare le fiamme e Atlas dice che gli ricorda il suo amico Igneel, Natsu si presenta al drago e i due si lanciano contro Rogue e Motherglare e iniziano uno scontro. Intanto, il Rogue del presente viene a sapere da uno dei draghi (Levia) sa la verità su tutto quello che stava succedendo e la scena viene osservata da Ultear che pensa che l'unico modo per vincere la battaglia è uccidere il Rogue del presente, così facendo il Rogue del futuro non sarebbe mai esistito, ma poi cambia idea e decide di andare ad aiutare Gerard. |                   |                 |
| 196 | Peccato e sacrificio 「罪と犠牲」 - Tsumi to gisei | 23 agosto 2014    | 31 gennaio 2024 |
| 196 | La battaglia continua e i mini-draghi sembrano avere la meglio sui maghi e i sette draghi dimostrano di essere molto potenti perfino per i Dragon Slayer. Intanto, Millianna trova Elsa e Gerard insieme e pretende una spiegazione, sul luogo giunge Ultear che rivela la verità alla ragazza e senza saperlo viene ascoltata anche da Kagura che era nascosta. Lucy tenta di trovare i ragazzi per dirgli di quello che ha letto nel diario di sé stessa del futuro, ma viene attaccata dai mini-draghi ma per fortuna viene salvata da Flare. Ultear intanto cammina per le strade desolate della capitale e pensa che ormai non è cambiata nonostante il tempo che è passato. Da un'altra parte della città, Meredy raggiunge Juvia, Lyon e Gray per aiutarli, ma Gray viene ucciso dai mini-draghi mentre cercava di salvare Juvia. |                   |                 |
| 197 | Per tutta la vita 「命の時間」 - Inoichi no jikan | 30 agosto 2014    | 31 gennaio 2024 |
| 197 | La battaglia continua e i draghi stanno avendo la meglio su tutti i maghi, infatti molti di essi muoiono, come Bacchus, Droy, Macao e Luxus. Ultear decise di utilizzare una magia che anni prima ha scoperto, ma che master Hades gli aveva sconsigliato di utilizzare: Last Aeges, che riavvolge il tempo ma che uccide chi la utilizza, Ultear la usa ma riavvolge il tempo soltanto di un minuto. La ragazza pensa di aver fallito, ma molti maghi riescono a sopravvivere, infatti, Gray e gli altri vedono il loro futuro e lo cambiano. Intanto, Lucy ritorna davanti al Portale Eclipse dove riferisce a Wendy, Mira, Yukino, Arcadios e alla principessa Hisui che l'unico modo per vincere la battaglia è distruggere il portale, così facendo il Rogue del futuro non riuscirebbe a tornare nel passato. |                   |                 |
| 198 | Pianure dorate 「黄金の草原」 - Ogon no sogen | 6 settembre 2014  | 31 gennaio 2024 |
| 198 | Lucy e Yukino tentano di distruggere il Portale Eclipse ma senza risultato. Natsu con l'aiuto di Atlas scaglia Motherglare contro il portale distruggendolo. Con la distruzione di quest'ultimo, tutti i draghi e i mini-draghi tornano nel loro tempo. Il Rogue del futuro prima di sparire rivela a Natsu che Frosch morirà tra un anno e gli dice chi lo ucciderà, scioccando il ragazzo. Anche la Lucy del futuro scompare e si risveglia in un campo di grano dove l'attendono Natsu e Happy del suo tempo dove gli dicono che è l'ora per iniziare altre avventure. La battaglia è finita ma tutti i Dragon Slayer sono rimasti sconvolti dalla straordinaria potenza dei draghi, infatti, nessuno di loro è riuscito a sconfiggerne nemmeno uno. |                   |                 |
| 199 | Festa a palazzo 「大舞踊演舞」 - Dai buyō enbu | 13 settembre 2014 | 31 gennaio 2024 |
| 199 | Giorni dopo, per festeggiare la vittoria contro i draghi il re decide di invitare tutti i maghi al palazzo reale. Tutte le gilde di maghi festeggiano insieme. Durante la festa, Sting è divenuto il nuovo master di Sabertooth e propone a Yukino di ritornare nella gilda. |                   |                 |
| 200 | Le lacrime del tempo 「星霜の雫」 - Seisō no shizuku | 20 settembre 2014 | 31 gennaio 2024 |
| 200 | Il giorno dopo Fairy Tail si prepara per tornare a Magnolia. Doranbolt incontra in un luogo isolato Gerard e Meredy informandoli che ha cancellato i ricordi dei draghi a tutti, tranne ai maghi e alla famiglia reale, facendo credere che la città sia stata distrutta durante l'ultima gara, inoltre rivela che Cobra al termine della battaglia è tornato in cella di sua spontanea volontà dicendo che i cancelli dell'altro mondo stanno per muoversi, facendo capire ai tre che la gilda oscura più misteriosa di Fiore, ovvero Tartaros si stava muovendo. Poco dopo, Gerard e Meredy ricevono una lettera da Ultear la quale dice che lascia Crime Sorcière. Lungo la strada del ritorno a Magnolia Gray vede dalla carrozza una vecchia e in lei riconosce Ultear, invecchiata a causa della magia Last Aegis, e capisce che è stata lei a salvarlo. |                   |                 |
| 201 | Presente 「贈り物」 - Okurimono | 27 settembre 2014 | 31 gennaio 2024 |
| 201 | I maghi di Fairy Tail tornano a Magnolia e ad attenderli c'è l'intera città che acclama il loro ritorno e la vittoria ai Grandi Giochi di Magia. Il sindaco di Magnolia come regalo mostra che la sede della gilda Fairy Tail è stata ricostruita. Natsu, Lucy e Happy decidono di partire per un incarico, ovvero, scacciare una talpa da un villaggio. Durante l'incarico sopraggiungono Elsa, Gray, Wendy e Charle. Essi riescono a risolvere l'incarico. Intanto, nella foresta accanto a Magnolia si trova Zeref assieme allo strano animaletto nero di Raven Tail e riceve una visita di Mavis (non può vederla ma percepirla). Il mago oscuro rivela alla ragazzina che è giunto il momento di muoversi e che la battaglia finale contro Natsu sta per arrivare. |                   |                 |
| 202 | Torna da me, Frosch! 「おかえり, フロッシュ」 - Okaeri, Furosshu | 4 ottobre 2014    | 31 gennaio 2024 |
| 202 | Yukino è ritornata nella gilda Sabertooth. Un giorno, mentre tutti festeggiavano nella nuova piscina della gilda, Lector informa che ha perso Frosch. Sting, Rogue, Yukino e Lector partono alla ricerca di Frosch e dopo averlo trovato restano in disparte per vedere se riesce a ritornare a casa da solo. |                   |                 |
| 203 | Moulin Rouge 「ムーランルージュ」 - Muran Ruju | 11 ottobre 2014   | 31 gennaio 2024 |
| 203 | Gray e Juvia dopo aver finito un incarico ricevono come dono un biliardo. Elsa vedendo il biliardo si ricorda come ha conosciuto Bisca. Tempo fa, Elsa mentre stava cercando un negozio di dolciumi viene a sapere che una donna di nome Moulin Rouge sta causando casini in nome di Fairy Tail. Elsa trova la ragazza e inizia a combattere vincendo. La ragazza rivela il suo vero intento ed Elsa le dice di unirsi a Fairy Tail. Tempo dopo, Bisca si reca a Fairy Tail e diventa un membro della gilda. |                   |                 |
| 204 | Ospitalità a tutto tondo 「おもてなし、命かけてます！」 - Omotenashi, inochi kaketemasu! | 18 ottobre 2014   | 31 gennaio 2024 |
| 204 | Lucy e Yukino decidono di premiare tutti gli spiriti stellari dello zodiaco per essere riusciti a chiudere il portale Eclipse, ognuna di loro evoca uno spirito stellare ed essi cercano di far avere quello che vogliono in ogni maniera possibile. |                   |                 |
| 205 | Faro di ribellione 「反逆の狼煙」 - Hangyaku no noroshi | 25 ottobre 2014   | 31 gennaio 2024 |
| 205 | In tutto il mondo stanno avvenendo degli eventi strani e tutta la gilda Fairy Tail riceve incarichi per risolverli. Lucy, Natsu e Happy accettano uno di essi e si recano sul luogo. Per qualche strana ragione, Lucy non riesce a evocare gli spiriti stellari. Ad un certo punto, essi vengono attaccati da una strana figura, che si rivela essere Virgo. Essa inizia a combattere contro Lucy e la cosa strana e che non ricorda niente del suo passato ed ha cambiato aspetto e personalità. Poco dopo giungono sul luogo tutti gli altri spiriti stellari dello zodiaco di Lucy, essi hanno cambiato completamente aspetto e personalità e il loro capo è Loki che rivela che finalmente sono liberi e che non hanno più alcun contratto con Lucy. Intanto, alla gilda Fairy Tail giunge Yukino per cercare Lucy perché anche i suoi due spiriti stellari dello zodiaco non rispondono ai suoi ordini. |                   |                 |
| 206 | Panico alla libreria 「パニック・オブ・ライブラリー」 - Panikku obu Raiburarī | 1º novembre 2014  | 31 gennaio 2024 |
| 206 | Lucy, Natsu e Happy tornano alla gilda dove spiegano a tutti la situazione riguardo alla ribellione degli Spiriti Stellari. Lucy evoca Crux, egli dice che il Mondo degli Spiriti Stellari è nel caos e che il Re degli Spiriti Stellari è scomparso. Crux rivela che se gli spiriti stellari vogliono essere liberi, devono effettuare un rituale chiamato "Liberium" con un oggetto chiamato "Globo Celeste". I maghi di Fairy Tail si dividono per cercare il globo, Natsu si reca nel Mondo degli Spiriti Stellari grazie a Crux e inizia a combattere contro Taurus. Lucy, Yukino, Levy e Happy si dirigono alla biblioteca magica per cercare il globo ma vengono attaccati da Virgo. Alla fine, Levy trova il globo ma viene rubato da Virgo e misteriosamente, Natsu ritorna su Earthland, precisamente all'interno della biblioteca. Levy rivela che il rituale per essere fatto si deve svolgere in un luogo chiamato "Astral Spyritus" e che una volta effettuato moriranno dodici giorni dopo. |                   |                 |
| 207 | Il contrattacco della principessa 「ヒスイ立つ！」 - Hisui Tatsu! | 8 novembre 2014   | 31 gennaio 2024 |
| 207 | Natsu, Lucy, Levy, Yukino e Happy si dirigono ad Astral Spyritus e sulla strada s'imbattono nella principessa Hisui e Arcadios. Ella rivela che la colpa del cambiamento degli spiriti stellari è sua. Quando Natsu ha distrutto il Portale Eclipse si è dispersa una grande quantità di magia che ha cambiato il clima di tutto il mondo e ha raggiunto anche il Mondo degli Spiriti Stellari. La principessa rivela che ha creato delle chiavi per forzare la chiusura degli spiriti stellari. Poco dopo giungono sul luogo lo spirito stellare Pisces. Essi cominciano a combattere contro di loro perdendo le chiavi ma Arcadios rivela che le vere chiavi le ha avute sempre lui. Così essi ripartono verso la loro meta. |                   |                 |
| 208 | L'incantesimo Astral Spyritus 「アストラル・スピリタス」 - Asutoraru Supiritasu | 15 novembre 2014  | 31 gennaio 2024 |
| 208 | Natsu, Lucy, Yukino, Levy, Hisui e Arcadios giungono ad Astral Spyritus dove interrompono il rituale Liberum e iniziano uno scontro con gli spiriti stellari. Sul luogo giungono Gray, Juvia, Elsa, Mira, Elfman, Gajeel, Lily, Wendy, Charle e Cana per aiutarli. Successivamente, ogni spirito stellare entra in una stanza e di conseguenza i ragazzi entrano in una porta con le chiavi costruite da Hisui per farli tornare nel Mondo degli Spiriti Stellari. Elfman sconfigge Taurus rimandandolo nel suo mondo. |                   |                 |
| 209 | Wendy vs. Aquarius! Divertiamoci al parco dei divertimenti! 「ウェンディ vs. アクエリアス、遊園地であそぼ！」 - Wendi vs. Akueriasu, Yūenchi de Asobo! | 22 novembre 2014  | 31 gennaio 2024 |
| 209 | I maghi di Fairy Tail continuano a combattere contro gli Spiriti Stellari Eclipse. Wendy combatte contro Aquarius in un parco di divertimenti e alla fine riesce a sconfiggerla e a fare amicizia con lei vista la sua nuova personalità. |                   |                 |
| 210 | Deck a confronto 「ギルドデッキ vs. 星霊デッキ」 - Girudo dekki vs. seirei dekki | 29 novembre 2014  | 31 gennaio 2024 |
| 210 | Mira riesce a sconfiggere con facilità Pisces e a rimandarli nel Mondo degli Spiriti Stellari. Cana inizia uno scontro con Scorpio utilizzando la Magia delle Carte. Entrambi utilizzano un Deck di carte: le carte di Cana rappresentano i membri della gilda Fairy Tail, le carte di Scorpio rappresentano gli spiriti stellari dello zodiaco. Dopo nove turni, Cana rimane con una vita ma a sorpresa riesce a evocare la carta del mago di classe s: Gildarts. |                   |                 |
| 211 | Dance Battle 「グレイ vs. キャンサー、ダンスバトル！」 - Gurei vs. Kyansā, Dansu Batoru! | 6 dicembre 2014   | 31 gennaio 2024 |
| 211 | Cana dopo aver evocato Gildarts riesce a sconfiggere Scorpio e a rimandarlo nel Mondo degli Spiriti Stellari. Gray inizia una battaglia di ballo contro Cancer dove riesce a vincere e a rimandare lo spirito stellare nel suo mondo. Natsu, Wendy, Happy e Charle si mettono alla ricerca di Loki, il Dragon Slayer trova un passaggio segreto in una piramide e con un pugno violento l'apre e in quel momento, una strana porta appare nel luogo dove si trovano Hisui e Arcadios. |                   |                 |
| 212 | Match mortale nel deserto 「ジュビア vs. アリエス、砂漠の死闘！」 - Jubia vs. Ariesu, Sabaku no Shito | 13 dicembre 2014  | 31 gennaio 2024 |
| 212 | Levy sconfigge Capricorn in un gioco a quiz. Natsu, Wendy, Happy e Charle continuano a cercare Loki ma s'imbattono nello spirito stellare Ophiocius, anch'egli ribellatosi. Juvia nel deserto è in difficoltà contro Aries, ma trovata l'acqua riesce a batterla. Hisui e Arcadios cercano di scoprire dove conduce la strana porta comparsa. |                   |                 |
| 213 | Resa dei conti a cavallo 「エルザ vs. サジタリウス、 馬上の決戦！」 - Elsa vs. Sajitariusu, Bajo no Kessen! | 20 dicembre 2014  | 31 gennaio 2024 |
| 213 | Gajeel e Lily sconfiggono Gemini rimandandoli nel loro mondo. Elsa affronta Sagittarius riuscendo a sconfiggerlo. Natsu, Wendy, Happy e Charle continuano a combattere contro Ophiucius ma nel luogo giunge Loki che inizia a combattere contro di loro. |                   |                 |
| 214 | Natsu vs. Leo 「ナツ vs. レオ」 - Natsu vs. Reo | 27 dicembre 2014  | 31 gennaio 2024 |
| 214 | I maghi di Fairy Tail che hanno sconfitto gli Spiriti Stellari si ritrovano in unico posto e scoprono che mancano ancora tre spiriti da battere: Loki, Virgo e Libra. Intanto, Loki ricomincia il rituale Liberum e inizia un nuovo scontro con Natsu. I due combattenti si affrontano in uno scontro micidiale e alla fine vince il dragon slayer ma il rituale continua lo stesso. |                   |                 |
| 215 | Ophiuchus, la portatrice di serpenti 「蛇遣い座のオフィウクス」 - Hebitsukaiza no Ofiukusu | 10 gennaio 2015   | 31 gennaio 2024 |
| 215 | Hisui e Arcadios raggiungono Natsu, Wendy, Happy e Charle e la principessa rivela che ha capito che in realtà gli spiriti stellari si sono ribellati perché è tutto un piano del Re degli Spiriti Stellari. Ophiucius rivela che il Re degli Spiriti Stellari ha in mente di effettuare un altro rituale, chiamato "Liberum Verus" e per farlo ha bisogno che tutti gli spiriti stellari dello zodiaco tornino nel loro mondo. Involontariamente, i maghi hanno aiutato il re. Natsu e Arcadios iniziano a combattere contro Ophiucius e nello scontro, Natsu manda nei casini tutti gli altri dodici mondi. Lucy e Yukino si ritrovano ad affrontare insieme Virgo e Libra e insieme riescono a sconfiggerle. Le maghe degli spiriti stellari senza volerlo raggiungono Natsu e gli altri e si preparano a combattere contro Ophiucius. |                   |                 |
| 216 | Notte di stelle cadenti 「星満ちて流るる時」 - Hoshi michite nagareruru toki | 17 gennaio 2015   | 31 gennaio 2024 |
| 216 | Natsu comincia a combattere contro Ophiucius, intanto Lucy, Yukino e Wendy cercano di distruggere il globo celeste mentre i maghi di Fairy Tail distruggono Astral Spyritus perché così facendo il rituale non si potrà completare. Hisui decide di utilizzare una supermagia antica per distruggere il globo: GottFried. La principessa insieme a Lucy e Yukino attiva la magia. |                   |                 |
| 217 | Lo Spirito Stellare bestiale 「星霊獣」 - Hoshi Reiju | 24 gennaio 2015   | 31 gennaio 2024 |
| 217 | Lucy, Yukino e Hisui distruggono il globo sconfiggendo Ophiucius che ritorna nel suo mondo. Purtroppo Liberum Verus viene completato e il Re degli Spiriti Stellari acquisisce potenza. Horologium si reca dai ragazzi per condurli nel Mondo degli Spiriti Stellare per sconfiggere il Re. Arrivati nel mondo vedono il Re degli Spiriti Stellari che ha cambiato completamente forma e ha assorbito tutti gli spiriti dello zodiaco. I maghi iniziano a combattere contro di lui ma egli si dimostra estremamente potente e con i suoi poteri sconfigge gran parte dei ragazzi. Solo Natsu, Lucy, Elsa, Gray e Gajeel rimangono a combattere contro di lui. Natsu grazie a Happy decide di entrare nel corpo del re per salvare gli spiriti. |                   |                 |
| 218 | Fiducia reciproca 「Ｂｅｌｉｅｖｅ」 | 31 gennaio 2015   | 31 gennaio 2024 |
| 218 | Natsu e Happy continuano a cercare gli spiriti stellari all'interno dello Spirito Bestiale mentre Lucy, Elsa, Gray e Gajeel continuano a combatterlo dall'esterno. Il Dragon Slayer all'interno trova il "vero" Re degli Spiriti Stellari imprigionato che viene risucchiato dal nucleo della sua controparte eclissata. Natsu riesce a distruggere il nucleo sconfiggendo lo spirito bestiale. Così facendo il Mondo degli Spiriti Stellari torna alla normalità e gli spiriti dello zodiaco tornano al loro aspetto normale e i ragazzi ritornano umani. Il re dopo averli ringraziati li congeda nel loro mondo. Sconfiggendo tale minaccia, i cataclismi che avvenivano nel mondo scompaiono. |                   |                 |
| 219 | Un regalo dal profondo del cuore 「真心が紡ぐもの」 - Magokoro ga tsumugu mono | 7 febbraio 2015   | 31 gennaio 2024 |
| 219 | Bisca e Alzack partono per un incarico e affidano Asuka a Natsu. Il dragon slayer insieme a Lucy e Happy passa la giornata insieme alla bambina mentre Wendy, Elsa e Lily preparano una torta per la piccola. |                   |                 |
| 220 | 413 giorni! 「４１３ＤＡＹＳ」 | 14 febbraio 2015  | 31 gennaio 2024 |
| 220 | Juvia è felice perché festeggia l'anniversario del 413º giorno in cui ha conosciuto Gray. Con il suggerimento di Elsa, decide di fargli un regalo e dopo molti tentativi decide di fargli una sciarpa ma questi non l'accetta. In città giunge Lyon e vede Juvia addolorata e gli spiega che quel giorno è l'anniversario del giorno in cui la loro maestra Ur è morta, Juvia viene confortata da Elsa che la riporta a casa. Gray ripensando ai bei ricordi che ha trascorso con Ur decide di prendere la sciarpa venendo visto da Elsa. Il giorno seguente Juvia chiede scusa a Gray donandogli in seguito, un cuscino con raffigurante lei in bikini. |                   |                 |
| 221 | Il labirinto d'argento 「白銀の迷宮」 - Hakugin no meikyū | 21 febbraio 2015  | 31 gennaio 2024 |
| 221 | Lucy, Natsu e Happy partono per una missione e si dirigono sulle montagne per cercare un ghiaccio molto particolare in grado di curare qualsiasi malattia e che non si scioglie mai. I tre entrano in una caverna, ma si perdono e ci restano per giorni. Giorni dopo trovano il ghiaccio che dovevano cercare ma vengono attaccati da una creatura che involontariamente li aiuta a uscire. Natsu mangia il ghiaccio riacquisendo forza e sconfigge la creatura, ma i tre devono di nuovo cercare il ghiaccio per completare l'incarico. |                   |                 |
| 222 | Trasformazione 「変身！」 - Henshin! | 28 febbraio 2015  | 31 gennaio 2024 |
| 222 | Lucy decide di imparare la Magia della Trasformazione, così chiede a Mirajane di insegnargliela e alla lezione si aggiungono Natsu e Happy, mentre Macao e Wakaba li ascoltano di nascosto. Intanto Elsa decide di diventare una supereroina per difendere Magnolia e si fa chiamare Fairy Woman. |                   |                 |
| 223 | Kemokemo 「ケモケモが来た！」 - Kemokemo ga kita! | 7 marzo 2015      | 31 gennaio 2024 |
| 223 | Natsu e Lucy finiscono di svolgere un incarico e di colpo un uovo cade dal cielo. Natsu decide di tenerlo e farlo schiudere. Dopo dieci giorni si schiude e nasce una strana creatura che il dragon slayer decide di tenere e chiamare Kemokemo. Intanto un messaggero del consiglio riferisce a Makarov di iniziare il gemellaggio tra gilde, ovvero, mandare dei loro membri in un'altra gilda. Natsu, Elsa, Lucy, e Gray vanno in diverse gilde e intanto vedono che Kemokemo continua a crescere velocemente. Giunti alla gilda Sabertooth, Sting gli riferisce che è sbucata dal mare una nuova isola e che il consiglio ha deciso che Sabertooth e Fairy Tail la devono esplorare. |                   |                 |
| 224 | Il posto da cui sei venuto 「君の来た場所」 - Kimi no kita basho | 14 marzo 2015     | 31 gennaio 2024 |
| 224 | I ragazzi arrivano sull'isola e si imbattono in un mostro marino. Natsu, Lucy e Happy entrano nelle rovine dell'isola e scoprono che in passato l'isola era abitata. Di colpo, tutti coloro che erano sull'isola o nelle vicinanze cominciano a stare male a causa di un virus. Lucy riesce a decifrare le scritture e scopre che l'isola emana un virus e che Kemokemo è il Dio dell'isola che impedisce il propagarsi del virus. Kemokemo diventa enorme e salva i ragazzi. Essi lasciano l'isola mentre quest'ultima sprofonda nel mare con Kemokemo. |                   |                 |
| 225 | L'uomo del fulmine 「いかづちの男」 - Ikazuchi no Otoko | 21 marzo 2015     | 31 gennaio 2024 |
| 225 | Luxus, Fried, Evergreen e Bixlow accettano un incarico e si dirigono verso la città designata. Giunti in città scoprono che è ricoperta da giorni da una tempesta. Il sindaco rivela che la tempesta l'ha creata Luxus una settimana prima dei Grandi Giochi di Magia. Luxus scopre che il sindaco vuole ingannarlo facendogli pagare i danni. Il mago di Fairy Tail salva la città dai fulmini e distrugge la casa del sindaco. |                   |                 |
| 226 | Fairy Tail of the Dead Meeeen 「FAIRY TAIL of the DEAD MEEEEEEEEEN」 | 28 marzo 2015     | 31 gennaio 2024 |
| 226 | Ichiya crea un nuovo profumo magico che accidentalmente finisce nelle fogne raggiungendo Magnolia. Un cittadino di Magnolia annusa il profumo da un tombino e si trasforma in Ichiya e poco a poco tutte le persone in città si trasformano in Ichiya. Natsu grazie a un deodorante riesce a salvare la città facendo tornare tutti normali. |                   |                 |
| 227 | L'inizio di una nuova avventura 「新たな冒険の朝」 - Arata na bōken no asa | 4 aprile 2015     | 31 gennaio 2024 |
| 227 | Natsu e Gray diventati famosi grazie ai Grandi Giochi di Magia ricevono un incarico da uno dei Dieci Maghi Sacri, Warrod Sequen. Lucy, Elsa, Wendy, Happy e Charle decidono di aiutarli. I ragazzi si recano da Warrod e questi gli chiede di recarsi in un villaggio chiamato Villaggio del Sole che è completamente congelato, compreso gli abitanti e di scongelarlo. Warrod con la sua magia fa crescere un'enorme pianta che aiuta i ragazzi a raggiungere subito il luogo. |                   |                 |
| 228 | Maghi contro cacciatori 「魔導士 vs. ハンター」 - Madōshi vs. Hantā | 11 aprile 2015    | 31 gennaio 2024 |
| 228 | I ragazzi giungono al Villaggio del Sole e scoprono che è un villaggio abitato da giganti. Sul luogo incontrato tre cacciatori di tesori che rivelano che vogliono rubare la Fiamma Eterna, ovvero, il guardiano del villaggio e per farlo devono scongelarla con la magia Moon Drip. I maghi cercano di prendere la fiala e iniziano uno scontro con i cacciatori che si rivelano molto più forti di quello che sembrano. Al villaggio intanto giungono due membri della gilda oscura Succubus Eye e uno dei due è Minerva. Elsa intanto cerca indizi sulla Fiamma Eterna e di colpo scopre di essere ritornata bambina. |                   |                 |
| 229 | La legge della regressione 「退化ノ法」 - Taika no hō | 18 aprile 2015    | 31 gennaio 2024 |
| 229 | I ragazzi continuano a combattere contro i cacciatori e accidentalmente rompono la fiala di Moon Drip che però a quanto pare non bastava a sciogliere l'intero villaggio. Natsu sente la voce di qualcuno provenire dal ghiaccio dicendo che la conosce. Elsa, tornata bambina, s'imbatte in Minerva e le due iniziano a combattere. Natsu s'imbatte nel partner di Minerva, Doriate che si rivela il responsabile di aver fatto tornare bambina Elsa. Doriate fa tornare bambino anche Natsu e inizia a combattere anche contro di lui ma il Dragon Slayer riesce a sfuggirgli. Lucy e Wendy iniziano un nuovo scontro con i cacciatori di tesori, intenzionati stavolta prendere le chiavi d'oro di Lucy, e in supporto delle ragazze giunge Flare. |                   |                 |
| 230 | Il ritorno del demone 「悪魔回帰」 - Akuma kaiki | 25 aprile 2015    | 31 gennaio 2024 |
| 230 | Lucy, Wendy e Flare insieme affrontano i cacciatori riuscendo a sconfiggerli definitivamente. Flare rivela di provenire dal Villaggio del Sole e che i giganti l'hanno cresciuto come se fosse una di loro. Elsa ingaggia una battaglia contro Minerva ma essendo diventata bambina è in netto svantaggio. Natsu continua a cercare la voce che ha sentito. Gray s'imbatte in Doriate e quest'ultimo fa diventare bambino anche il mago del ghiaccio. Tornato bambino, Gray viene afflitto dai flashback di Deliora cadendo nel panico ma alla fine ritorna in sé e nonostante le sue dimensioni di bambino inizia a combattere. |                   |                 |
| 231 | Gray contro Doriate 「グレイ vs. ドリアーテ」 - Gurei vs. Doriāte | 2 maggio 2015     | 31 gennaio 2024 |
| 231 | Gray inizia a combattere contro Doriate e durante lo scontro quest'ultimo si trasforma facendo capire a Gray che egli è un Demone dei Libri di Zeref. Gray scopre che il ghiaccio che ricopre l'intero villaggio è il punto debole del demone e decide di utilizzarlo contro di lui per sconfiggerlo. Grazie a questo stratagemma sconfigge il demone e tutti tornano alla normalità e il demone gli rivela che loro hanno aperto le porte dell'inferno. Dopo questa frase viene mangiato da una strana creatura. Natsu si ritrova con le ragazze di fronte alla Fiamma Eterna congelata e verso di loro giunge Gray rivelando che forse riesce a scongelare la fiamma, tramutando il ghiaccio. Natsu inizia uno scontro con la strana creatura. |                   |                 |
| 232 | La voce della fiamma 「炎の声」 - Honō no koe | 9 maggio 2015     | 31 gennaio 2024 |
| 232 | Mentre Natsu combatte la strana creatura, Gray cerca di far sciogliere il ghiaccio che avvolge la Fiamma Eterna. Dopo aver sciolto il ghiaccio si accorgono che è quasi sparita del tutto e che è rimasto solo un fuocherello. Natsu sconfigge la creatura e rinvigorisce la fiamma che si scopre essere Atlas Flame. Wendy con la magia Milky Way fa comparire l'anima del drago che rivela che un solo uomo ha congelato il villaggio, un Devil Slayer del ghiaccio, e che lo aveva scambiato per un demone. Atlas scongela il villaggio e gli abitanti e rivela che 400 anni prima, Igneel ha cercato di fermare il demone più potente di Zeref fallendo, ovvero, E.N.D. Dopo aver rivelato ciò, l'anima di Atlas scompare. Minerva vedendo lo scioglimento del ghiaccio fugge. Intanto, in una località misteriosa, il Devil Slayer del ghiaccio, Silver, si appresta a raggiungere la sua base: la gilda oscura Tartaros. |                   |                 |
| 233 | Song of the Fairies 「Song of the Fairies」 | 16 maggio 2015    | 31 gennaio 2024 |
| 233 | I ragazzi festeggiano insieme ai giganti per averli salvati e Flare decide di rimanere al villaggio dopo essere stata accolta di nuovo a casa. I ragazzi ritornano a casa di Warrod per informarlo sulla missione svolta e passano la serata con lui, ricevendo la ricompensa, che si tratta, di una semplice patata. Inoltre, scoprono che quest'ultimo è stato uno dei fondatori di Fairy Tail e informa i ragazzi che la gilda Tartaros è la gilda oscura più misteriosa che si sia mai conosciuta e che forse possiede un Libro di Zeref dopo che Natsu, gli ha chiesto alcune informazioni su E.N.D. Intanto Minerva ritorna alla base della gilda Succubus Eye ma trova tutti i suoi compagni trasformati in pupazzetti, dove al suo posto incontra Kyouka, un membro di Tartaros che rivela che i suoi compagni non sono riusciti a resistere al suo potere che consiste nell'aumentare il potere delle persone, e inoltre rivela che Tartaros sta per muoversi ed ha deciso di reclutarla nella sua stessa gilda sfruttando la sua potenza magica su di lei. |                   |                 |
| 234 | Prologo al capitolo di Tartaros: I nove portali demoniaci 「冥府の門編【序章】九鬼門」 - Tarutarosu-hen Joshō Kyūkimon | 23 maggio 2015    | 31 gennaio 2024 |
| 234 | I ragazzi tornano alla gilda. Intanto al Consiglio della Magia i membri discutono sulla gilda Tartaros che da troppi anni è rimasta nell'oscurità e che bisogna agire. Di colpo, l'intero Consiglio viene distrutto da un'esplosione uccidendo tutti coloro che si trovavano all'interno. Gli unici sopravvissuti sono Doranbolt e Org. Quest'ultimo però viene bloccato dal responsabile dell'attentato: Jackal un membro di Tartaros. Jackal uccide di fronte a Doranbolt, Org. Intanto alla gilda i ragazzi cercano informazioni su E.N.D. scoprendo che è un demone completamente diverso da Lullaby e Deliora. Poco dopo ricevono notizie sull'attentato al Consiglio. Doranbolt si dirige alle prigioni dove chiede informazioni a Cobra riguardo a Tartaros. Cobra rivela che la gilda è composta da demoni dei Libri di Zeref e che E.N.D. è il loro master nonché il demone più potente creato da Zeref. Intanto alla gilda Tartaros la squadra più forte chiamata "I Nove Cancelli dell'Ade" composta da: Franmalth, Kyouka, Silver, Torafuzar, Seilah, Ezel e Ki-Suu si preparano per il loro piano. Al ristorante di Yajima, dove stanno svolgendo un incarico Fried, Bixlow e Evergreen vengono attaccati da un membro dei Nove Cancelli dell'Ade: Tempesta. Quest'ultimo è sul punto di uccidere Yajima, ma viene fermato da Luxus. |                   |                 |
| 235 | Prologo al capitolo di Tartaros: Fate contro Inferi 「冥府の門編【序章】妖精対冥府」 - Tarutarosu-hen Joshō Yōsei tai meifu | 30 maggio 2015    | 31 gennaio 2024 |
| 235 | Luxus inizia a combattere contro Tempesta riuscendo a sconfiggerlo facilmente. Il demone vedendo l'enorme potenza di Luxus decide di autodistruggersi spargendo nell'aria particelle anti-magia che uccidono sia i maghi che i non maghi. Luxus, Fried, Evergreen, Bixlow e Yajima vengono avvelenati e il Dragon Slayer cerca di salvarli ingerendo le particelle anti-magia. I cinque vengono portati a Fairy Tail sotto le cure di Polyusca. Makarov dichiara guerra contro Tartaros. Nel frattempo al quartier generale di Tartaros, Tempesta si sta rigenerando all'interno di uno strano macchinario e a fianco a lui si trova Minerva, che per decisione di Kyouka decide di reclutarla nella gilda trasformandola in un demone, cosa che avevano già fatto in precedenza con Doriate. Alla gilda Fairy Tail, Loki rivela quattro residenze degli ex membri del consiglio e i maghi di Fairy Tail si recano da ognuno di essi per salvarli e ricevere informazioni. Natsu, Lucy, Wendy, Happy e Charle si recano da Michello, ma poco dopo il loro arrivo la casa viene distrutta da Jackal, l'attentatore del consiglio della magia. Natsu si prepara a combattere contro il demone. |                   |                 |
| 236 | Prologo al capitolo di Tartaros: L’eredità bianca 「冥府の門編【序章】白き遺産」 - Tarutarosu-hen Joshō Shiroki isan | 6 giugno 2015     | 31 gennaio 2024 |
| 236 | Natsu inizia a combattere contro Jackal. Intanto Michello si rende conto che Tartaros sta dando la caccia a tutti i vecchi membri del consiglio per una sola cosa: L'Eredità bianca. Michello capisce che si tratta di quello e che l'intero continente è in pericolo. Egli comincia a scappare. Jackal si riprende e mette fuori gioco Natsu facilmente grazie ai suoi poteri. Egli rivela che i membri di Tartaros non utilizzano la magia, ma un potere ancora più potente, ovvero, le maledizioni e fa esplodere Natsu in base a quante volte il dragon slayer lo ha colpito. Jackal inizia a inseguire Michello riuscendo a raggiungerlo. Viene intercettato da Lucy ma il demone la intrappola in una mina esplosiva. Jackal intrappola Michello e una donna in una bolla esplosiva e chiede a Lucy quale dovrà morire e quale no. Grazie all'intervento di Natsu, il Dragon Slayer libera tutti e ricomincia un nuovo scontro con il demone affermando che la sua Maledizione Esplosiva non ha più effetto su di lui. |                   |                 |
| 237 | Prologo al capitolo di Tartaros: Natsu contro Jackal 「冥府の門編【序章】ナツ vs. ジャッカル」 - Tarutarosu-hen Joshō Natsu vs. Jakkaru | 13 giugno 2015    | 31 gennaio 2024 |
| 237 | Jackal spaventato dal potere di Natsu che riesce a resistere alle sue esplosione decide di trasformarsi. Il demone diventa un enorme licantropo e inizia un nuovo scontro con il dragon slayer. Natsu dopo un duro scontro riesce a sconfiggerlo. Jackal successivamente decide di auto esplodersi cercando di distruggere la città ma Happy lo porta in cielo salvando tutti. Intanto gli altri maghi di Fairy Tail si dirigono dagli ex-membri del consiglio arrivando tardi. Gajeel, Levy, Jet e Droy si dirigono da Belno; Gray e Juvia da Hogg, Elfman e Lisanna da Yuri ma nella sua casa trovano Seilah di Tartaros. Il demone con la sua Maledizione Macro controlla il corpo di Elfman che comincia a strangolare Lisanna. Intanto Lucy con una Lachrima contatta la gilda e Michello decide di rivelare cos'è l'Eredità Bianca. Egli spiega che si tratta di un'arma del consiglio: Face, in grado di annullare la magia dall'intero continente. Michello spiega che l'arma è sigillata grazie alla Magia del Collegamento Vitale da tre ex membri del consiglio e che solo l'ex-presidente del consiglio sa chi sono. Elsa e Mira si dirigono da lui. |                   |                 |
| 238 | Capitolo di Tartaros: peccati e peccatori 「冥府の門編 背徳と罪人」 - Tarutarosu-hen Haitoku to zainin | 20 giugno 2015    | 31 gennaio 2024 |
| 238 | Elsa e Mira si dirigono alla casa dell'ex-capo del consiglio: Crawford Seam. Egli rivela che non conosce l'ubicazione di Face e nemmeno i tre membri del Consiglio che l'hanno sigillata. Subito dopo la casa viene attaccata da dei soldati di Tartaros e le due ragazze sconfiggono i nemici con facilità. Nel frattempo, Natsu capisce come Tartaros ha saputo le informazioni riguardo Face e si reca da Elsa e Mira. Le due ragazze vengono addormentate da Crawford che si rivela in combutta con Tartaros e per ordine di Kyouka le conduce alla base. Intanto, Doranbolt decide di accettare l'offerta di Cobra e rilasciarlo per sapere informazioni su Tartaros. Egli libera tutti gli Oracions Sèis. Una volta liberi, Cobra uccide Brain e sul luogo giungono Gerard e Meredy (informati da Doranbolt) e l'ex mago sacro inizia a combattere contro l'intera gilda oscura, ad eccezione di Hoteye. Alla base di Tartaros, Elsa viene imprigionata e interrogata da Kyouka per farsi dire dove si trova Gerard perché lui è uno dei tre che hanno sigillato Face, nonché l'unico ancora vivo. Kyouka inizia a torturare Elsa. Natsu con il suo fiuto rintraccia Crawford e assale la base di Tartaros colpendo l'ex capo. |                   |                 |
| 239 | Capitolo di Tartaros: Gerard contro gli Oración Seis 「冥府の門編 ジェラール vs. 六魔将軍」 - Tarutarosu-hen Jerāru vs. Orashion Seisu | 27 giugno 2015    | 31 gennaio 2024 |
| 239 | Natsu dopo aver fatto irruzione nella base di Tartaros inizia a combattere contro Franmalth ma l'incontro viene fermato da Silver che decide di occuparsi di Natsu. Dopo aver rivelato di essere stato lui l'artefice del congelamento del Villaggio del Sole, Natsu dice che l'odore dell'uomo assomiglia a quello di Gray. Silver congela il Dragon Slayer dicendo che non deve pronunciare quel nome. Happy riesce a fuggire e a ritornare alla gilda per informare tutti. Con le informazioni date, Levy tenta di localizzare la base di Tartaros che si trova su un enorme Cubo volante. Intanto, Gerard continua a combattere contro Oraciòn Seis dicendo che lui li libererà dall'oscurità. In quel momento, il sigillo che tiene bloccato Zero, il master degli Oraciòn Seis si scioglie e si risveglia. Natsu viene imprigionato e nella sua cella trova Lisanna. Intanto Elfman torna alla gilda dicendo quello che era successo. Restando in silenzio si dirige nella cantina della gilda. Egli è sotto il controllo della Maledizione Macro di Seilah, che gli ha ordinato di piazzare una bomba Lachrima per distruggere Fairy Tail e che se l'avesse fatto avrebbe riavuto Lisanna. Elfman decide di distruggere Fairy Tail. |                   |                 |
| 240 | Capitolo di Tartaros: Il luogo dove giungono le preghiere 「冥府の門編 祈りが届く場所」 - Tarutarosu-hen Inori ga todoku basho | 4 luglio 2015     | 31 gennaio 2024 |
| 240 | Gerard continua a combattere contro gli Oracions Sèis e di colpo egli viene ferito gravemente da Zero risvegliatosi. Zero si scaglia contro Gerard disintegrandolo. Egli sembra morto ma ricompare di colpo annullando la magia Reflector di Midnight che gli ha fatto credere di essere stato ucciso. Gerard con il suo attacco più potente sconfigge gli avversari e li incita a unirsi alla sua gilda, Crime Sorcière per sconfiggere Zeref. Intanto Crawford con il suo Super Archive individua Gerard e trasferisce la sua chiave a se stesso, così facendo l'ex-capo diventa il terzo sigillo. Kyouka uccide Crawford e spezza il sigillo di Face. Franmalth scopre che l'arma deve essere attivata manualmente e Kyouka decide di inviare qualcuno per attivarla. Nella base di Tartaros, il demone Lamy finisce di curare Tempesta cambiandogli completamente aspetto e cura anche Jackal dallo scontro con Natsu. Inoltre Minerva viene trasformata in un demone. Intanto alla gilda Fairy Tail, Levy individua la posizione della base di Tartaros, ovvero, sopra Magnolia. Cana segue Elfman e scopre il suo piano ma viene attaccata da lui e la gilda viene distrutta. |                   |                 |
| 241 | Capitolo di Tartaros: Reincarnazione demoniaca 「冥府の門編 悪魔転生」 - Tarutarosu-hen Akuma tensei | 11 luglio 2015    | 31 gennaio 2024 |
| 241 | Cana riesce a intrappolare Elfman in una delle sue carte, ma la Lachrima è sul punto di esplodere, così intrappola tutti i membri della gilda, compresa sé stessa e ordina a Happy, Charle e Lily di portarli sul Cubo. I tre raggiungono il Cubo, Cana libera tutti e Fairy Tail inizia l'assedio a Tartaros. Elfman si libera dalla maledizione Macro ritornando normale. Intanto, nel laboratorio dove è rinchiusa Mira, Lamy è sul punto di trasformarla in un demone ma Mira si libera dicendo che lei ha già cellule demoniache nel corpo e che le usa per il Satana Soul. Kyouka ritorna da Elsa per usarla come ostaggio ma viene catturata da Natsu e Lisanna liberatisi grazie a una spada. Kyouka scopre che i due hanno liberato Elsa e intrappolano il demone al suo posto. Natsu e Lisanna si recano a liberare Mira, Elsa inizia uno scontro con Kyouka. Con una delle sue armature la scaraventa al suolo provocando un'enorme voragine fuoriuscendo esattamente nel punto dove l'intera Fairy Tail sta combattendo, così facendo crea un varco per entrare nella base nemica. Mentre Lisanna e Natsu si dirigono nel laboratorio, Natsu tiene occupate alcune guardie permettendo alla compagna di raggiungere la sorella ma di colpo il tempo si blocca e di fronte a Natsu compare Zeref. |                   |                 |
| 242 | Capitolo di Tartaros: Uccidere o risparmiare? 「冥府の門編 生かすか殺すか」 - Tarutarosu-hen Ikasu ka korosu ka | 18 luglio 2015    | 31 gennaio 2024 |
| 242 | Zeref rivela a Natsu che la gilda è stata creata dai demoni creati da lui e che il master è E.N.D., inoltre rivela a Natsu che solo lui o E.N.D. potra giungere a lui. Prima di scomparire, Zeref rivela al Dragon Slayer che quando sarà il momento dovrà scegliere se lasciar vivere o morire E.N.D. Intanto, grazie al varco creato da Elsa i maghi di Fairy Tail entrano nella base di Tartaros, tranne Elsa che rimane a combattere contro Kyouka. Lucy e Wendy si recano nella sala di controllo dove scoprono che Face si attiverà dopo 41 minuti. Sul luogo giungono i demoni Ki-Suu e Franmalth che cercano di fermare le due ragazze. Lucy evoca Aries e Taurus per scappare ma vengono intercettate da Ki-Suu, che viene fermato da Gray e inizia a combattere contro il ragazzo. Lucy viene bloccata da Franmalth che utilizza la magia di Aries. Wendy grazie all'intervento di Natsu riesce a fuggire e a dirigersi verso Face. Franmalth inizia a combattere contro Natsu e Lucy e si trasforma in Taurus rivelando che lui utilizza la Maledizione dell'Assorbimento che gli permette di assorbire le anime e acquisire le loro abilità. Durante lo scontro, Franmalth decide di utilizzare la sua anima più potente. |                   |                 |
| 243 | Capitolo di Tartaros: Wendy contro Ezel 「冥府の門編 ウェンディ vs. エゼル」 - Tarutarosu-hen Wendi vs. Ezeru | 25 luglio 2015    | 31 gennaio 2024 |
| 243 | Franmalth mostra la sua anima più potente, ovvero, Hades l'ex master della gilda oscura Grimoire Heart. Il demone rivela che sette anni fa mentre cercava Zeref si è imbattuto nel corpo senza vita di Hades e ne ha assorbito l'anima. Natsu ricomincia lo scontro con il demone utilizzando anche la Modalità del Drago dai Fulmini Fiammeggianti. Il dragon slayer colpisce il demone con un ruggito e questi assorbe l'anima della magia acquisendo anch'egli la modalità di Natsu. Intanto, in ogni parte del Cubo, i maghi di Fairy Tail stanno combattendo contro i demoni. Wendy e Charle giungono sul luogo dove si trova Face ma vengono attaccate dal demone Ezel. Wendy inizia uno scontro con il demone ma questi si rivela estremamente potente e sconfigge la ragazzina con facilità. Egli conduce Wendy di fronte a Face per farla assistere all'attivazione dell'arma. In quell'istante Charle che stava per essere divorata da Ezel suggerisce all'amica di mangiare l'aria ethernana che emana l'arma. Wendy mangia l'aria e subisce la medesima trasformazione che ha subito Natsu quando ha mangiato l'Etherion, ovvero, la Dragon Force. |                   |                 |
| 244 | Capitolo di Tartaros: Amiche per sempre 「冥府の門編 ずっと友達で」 - Tarutarosu-hen Zutto tomodachi de | 1º agosto 2015    | 31 gennaio 2024 |
| 244 | Con la Dragon Force attivata, Wendy si scaglia contro Ezel dimostrando una forza sorprendente. Il demone tuttavia si dimostra all'altezza della Dragon Force e si trasforma in un modo simile a come aveva fatto Jackal. Wendy decide di utilizzare tutto il suo potere e alla fine riesce a sconfiggere Ezel e a distruggere Face. Nonostante l'arma sia distrutta, il timer continua a scorrere. Charle vedendo uno dei suoi futuri scopre che attiveranno l'incantesimo di autodistruzione sull'arma, tuttavia non sa se loro due sopravvivranno all'esplosione. Wendy decide di rimanere accanto all'amica fino alla fine e insieme attivano l'autodistruzione dell'arma impedendo la scomparsa della magia dal continente. Wendy e Charle vengono salvate da Doranbolt subito dopo che hanno attivato l'autodistruzione. |                   |                 |
| 245 | Capitolo di Tartaros: Hell’s Core 「冥府の門編 ヘルズ・コア」 - Tarutarosu-hen Heruzu koa | 8 agosto 2015     | 31 gennaio 2024 |
| 245 | Natsu e Lucy continuano a combattere contro Franmalth. Il demone è sul punto di assorbire le loro anime, Lucy decide di far ritornare Taurus e Aries nel loro mondo. Franmalth li espelle dal loro corpo. Lucy fa credere al demone che anche Natsu sia uno spirito stellare, così facendo il Dragon Slayer viene liberato dalla morsa di Franmalth e lo sconfigge. Una volta sconfitto tutte le anime che ha assorbito escono dal suo corpo. L'anima di Hades compare di fronte a Lucy e Natsu dicendo loro che Tartaros non ha come obiettivo principale Face e che devono avvertire Makarov di rilasciare la luce. Happy si dirige dal master, Franmalth scompare dirigendosi al laboratorio di Lamy. Nel frattempo, Kyouka abbandona lo scontro con Elsa e incarica Minerva di sconfiggere la ragazza. Minerva rivela a Elsa che è rinata come demone chiamandosi Neo-Minerva. Kyouka ha abbandonato il combattimento perché ha deciso di risvegliare il loro master E.N.D. Intanto Mira continua a combattere contro Seilah e di colpo in una delle incubatrici compare Ezel. Lamy rivela che loro sono una gilda immortale grazie a un contratto con il Re dell'Ade. Ogni volta che sono sconfitti o muoiono vengono rigenerati nel laboratorio di Lamy chiamato "Cuore dell'Ade". In un'altra incubatrice compare Franmalth. Mira grazie alla sua magia distrugge il "Cuore dell'Ade" uccidendo Ezel e Franmalth. Seilah furiosa si trasforma anche lei scatenando una potenza talmente grande da mettere in ginocchio Mira nella sua Take Over più potente. |                   |                 |
| 246 | Capitolo di Tartaros: Il re dell’Ade 「冥府の門編 冥王」 - Tarutarosu-hen Meiō | 15 agosto 2015    | 31 gennaio 2024 |
| 246 | Il gruppo di Gerard s'imbatte in Rustyrose, ex-membro della gilda oscura Grimoire Heart. Egli rivela che allo scioglimento di Grimoire Heart, Tartaros ha cominciato ad attaccare le gilde oscure controllate da Grimoire Heart. Rusty racconta che ha fatto irruzione nella base di Tartaros dove scopre che la gilda di demoni è controllata da una forza oscura, misteriosa ancora più terrificante dei Nove Cancelli dell'Ade. Finito di raccontare sparisce nel nulla. Gli Oracions Sèis inoltre sono titubanti a seguire Gerard e Meredy e si dividono. Gerard e Meredy decidono di recarsi alla base di Tartaros e lungo la strada egli le rivela il perché vuole salvare gli Oracions Sèis. Cobra sente le parole di Gerard, le riferisce ai suoi compagni e decidono di tornare da lui per seguirlo. In quel momento Meredy e Gerard vengono attaccati da Rusty che cerca di convincere la sua ex-compagna a rifondare Grimoire Heart. Successivamente i due vengono salvati dagli Oracions Sèis che rivelano di voler entrare nella gilda Crime Sorcière. Meredy fa capire a Rusty di guardare al futuro e lasciar perdere il passato, inoltre Gerard gli dice che se vorrà potrà entrare in Crime Sorcière. Intanto, la lotta fra Fairy Tail e Tartaros continua e in una zona del Cubo, la figura misteriosa di cui ha parlato Rusty fa la sua apparizione, è Mard Geer, il Re dell'Ade che parlando al master rivela che l'era di Zeref è vicina e che i suoi demoni, chiamati Etherious, non potranno mai essere sconfitti. |                   |                 |
| 247 | Capitolo di Tartaros: Alegria 「冥府の門編 アレグリア」 - Tarutarosu-hen Areguria | 22 agosto 2015    | 31 gennaio 2024 |
| 247 | Mira continua a combattere contro il demone Seilah e in quel momento ricorda un momento del suo passato. Quando era bambina, viveva insieme a Lisanna e a Elfman in un villaggio. Un giorno Mira sconfisse un demone e il suo braccio assunse una forma mostruosa. I tre furono costretti a lasciare il villaggio perché gli abitanti li consideravano demoni. Essi giunsero alla gilda Fairy Tail dove Mirajane scoprì che non era stata maledetta dal demone ma aveva assorbito il suo potere tramite la magia Take Over. Lisanna ed Elfman impararono anch'essi la magia Take Over e i tre divennero membri di Fairy Tail. Ricordando quel momento, Mira decise di usare il tutto per tutto per sconfiggere il nemico. Tramite la sua magia riesce a utilizzare temporaneamente la Maledizione Macro di Seilah, impartendo un ordine a Elfman di venirla a salvare. Infatti Elfman compare alle spalle di Seilah, colpendola con un potente pugno e sconfiggendola. In un'altra zona del Cubo, Kyouka si dirige al cospetto di Mard Geer per chiedergli di liberare E.N.D. ma il Re dell'Ade rivela che c'è troppa magia nel mondo e che non potranno liberarlo se tutta la magia non scompare. Mard Geer decide di utilizzare la Maledizione Alegria e subito dopo punisce Kyouka poiché quest'ultima ha giocato con un umano. Nel frattempo l'intero Cubo si trasforma in un enorme mostro chiamato Plutogrim che assorbe tutti coloro che sono all'interno, esclusi i demoni. L'unica a salvarsi dalla maledizione è Lucy. |                   |                 |
| 248 | Capitolo di Tartaros: L’assalto delle stelle 「冥府の門編 星々の一撃」 - Tarutarosu-hen Hoshiboshi no ichigeki | 29 agosto 2015    | 31 gennaio 2024 |
| 248 | Il mostro Plutogrim distrugge la città di Magnolia, intanto il Re dell'Ade avverte tutta Tartaros dell'unica superstite della sua maledizione e promette una ricompensa a chi la ucciderà. Lucy si ritrova ad affrontare da sola tutta la gilda. Prima viene attaccata da normali soldati per poi subire l'attacco del demone Lamy e Torafuzar. Lucy evoca Loki e Virgo, poi viene attaccata anche da Jackal. Vedendo la superiorità dei nemici prova a evocare un terzo spirito stellare: Aquarius e miracolosamente ci riesce, mettendo fuori gioco temporaneamente Jackal ma subito dopo viene ferita da Torafuzar. Loki e Virgo vengono sconfitti da Jackal. Lucy è in balia dei nemici. Dopo una piccola discussione con Torafuzar che si ritira, Jackal uccide Lamy per poi cercare di colpire Lucy, ma viene bloccato da Aquarius. Quest'ultima rivela a Lucy che dopo essere riuscita a evocare tre spiriti è in grado di evocare Il Re degli Spiriti Stellari sacrificando una chiave d'oro. Lucy nonostante non vuole è costretta a distruggere la chiave di Aquarius rompendo il loro contratto. Così facendo evoca il Re degli Spiriti Stellari che distrugge il Cubo, facendolo precipitare poco lontano da Magnolia. Subito dopo Il Re degli Spiriti Stellari si ritrova di fronte il Re dell'Ade. |                   |                 |
| 249 | Capitolo di Tartaros: Il re degli Spiriti Stellari contro il re dell’Ade 「冥府の門編 星霊王 vs. 冥王」 - Tarutarosu-hen Seireiō vs. Meiō | 5 settembre 2015  | 31 gennaio 2024 |
| 249 | Il Re degli Spiriti Stellari inizia a combattere contro il Re dell'Ade e lo scontro assume proporzioni gigantesche. Durante la battaglia, Mard Geer rivela che il libro che porta sempre con sé è in realtà l'anima di E.N.D. che è stata sigillata in quel libro. Lucy disperata per il sacrificio di Aquarius, viene contattata telepaticamente dal Re degli Spiriti Stellari che la informa e che dona a lei il potere di Aquarius per sconfiggere il nemico. Lucy cambia vestito assumendone uno simile a quello di Aquarius e scaglia l'Urano Metria contro Jackal sconfiggendolo. Il Re degli Spiriti Stellari decide di utilizzare il suo attacco più potente: Galaxia Blade. Una volta scagliata libera tutti i maghi di Fairy Tail dalla maledizione Alegria, pietrifica Mard Geer per poi ritornare nel suo mondo. Intanto Torafuzar, Ki-Suu, Silver e Tempesta si dirigono da Lucy per ucciderla ma vengono fermati da Gajeel, Juvia, Gray e Natsu che si preparano a uno scontro quattro contro quattro. |                   |                 |
| 250 | Capitolo di Tartaros: Elsa contro Minerva 「冥府の門編 エルザ vs. ミネルバ」 - Tarutarosu-hen Eruza vs. Mineruba | 12 settembre 2015 | 31 gennaio 2024 |
| 250 | Silver prende Gray e si teletrasporta per combattere contro di lui in un altro luogo. Natsu, Gajeel e Juvia iniziano a combattere contro Tempesta, Torafuzar e Ki-Suu. Intanto, Lily trova Happy e scopre che sulla sua testa è cresciuto un fungo, che in realtà è Franmalth che grazie alla sua maledizione si è fatto assorbire da Happy salvandosi dall'esplosione del "Cuore dell'Ade". Intanto, Wendy e Charle si svegliano con accanto Doranbolt che rivela di averle salvate per un soffio e mostra loro che in realtà non esiste una sola Face e rivela che ne ha contate almeno duemila, sbucate dal terreno. Wendy decide di tornare dai suoi compagni per avvertirli del pericolo. Intanto Elsa continua a combattere contro Minerva e durante lo scontro quest'ultima ricorda gli insegnamenti del padre che l'hanno fatta diventare così crudele. Alla fine si rende conto del male che ha fatto pentendosi e chiede a Elsa di ucciderla, ma questa le dice che i suoi compagni la stanno aspettando alla sua gilda. Sul luogo giunge Mard Geer, liberatosi, che tenta di uccidere le due maghe, che però vengono salvate da Sting e Rogue che giungono sul luogo appena in tempo. |                   |                 |
| 251 | Capitolo di Tartaros: La storia di un ragazzo 「冥府の門編 少年の物語」 - Tarutarosu-hen Shōnen no monogatari | 19 settembre 2015 | 31 gennaio 2024 |
| 251 | Sting e Rogue rivelano che sono giunti li grazie a una lettera di Elsa. Mard Geer subito dopo rivela che in totale sono uscite 3000 Face dal terreno e che in meno di un'ora si attiveranno. Minerva dice che è impossibile attivarle tutte insieme perché solo l'ex capo del Consiglio Crawford poteva attivarle. Mard Geer rivela che Tartaros ha un negromante, Ki-Suu, che può far resuscitare i morti e manovrarli a suo piacimento. Elsa e Minerva seguiti da Lector e Frosch si recano nella sala di controllo a fermare Face. Sting e Rogue iniziano a combattere contro il Re dell'Ade. Lungo la strada incontrano Happy e Lily, Minerva sradica Franmalth dalla testa di Happy e lo costringe a riferirgli dove si trova la sala di controllo. Intanto, Gray e Silver si trovano all'esterno del Cubo e quest'ultimo rivela che è un demone che utilizza il corpo del defunto padre di Gray, Silver Fullbuster: Deliora. Dopo aver distrutto il villaggio di Gray, decise di utilizzare il corpo senza vita di Silver perché era comodo vista la sua vera forma. Inoltre rivela che sull'Isola di Garuna dopo che si liberò dal ghiaccio di Ur venne ucciso, ma venne riportato in vita grazie al "Cuore dell'Ade" di Tartaros. Gray accecato dalla rabbia inizia uno scontro con Silver. |                   |                 |
| 252 | Capitolo di Tartaros: Gray contro Silver 「冥府の門編 グレイ vs. シルバー」 - Tarutarosu-hen Gurei vs. Shirubā | 26 settembre 2015 | 31 gennaio 2024 |
| 252 | Gray inizia a combattere contro Silver scoprendo che egli utilizza la magia del Devil Slayer del ghiaccio, infatti il ghiaccio di Gray non ha effetto, al contrario del suo. Gray è sul punto di utilizzare Iced Shell vedendo l'enorme potenza del nemico ma alla fine cambia idea perché non vuole abbandonare i suoi amici e con uno stratagemma scaglia ad alta velocità una palla di ferro contro Silver trafiggendolo e sconfiggendolo. Alla fine dello scontro Gray rivela che ha capito fin dall'inizio il bluff dell'uomo, quest'ultimo non è Deliora ma il suo defunto padre. |                   |                 |
| 253 | Capitolo di Tartaros: Un desiderio argenteo 「冥府の門編 銀色の想い」 - Tarutarosu-hen Gin'iro no omoi | 3 ottobre 2015    | 31 gennaio 2024 |
| 253 | Silver rivela a Gray di essere suo padre, spiegando che è un non-morto resuscitato grazie al demone Ki-Suu (l'uomo infatti continua a parlare e a muoversi nonostante un buco nel petto). Una volta tornato in vita venne accolto da Tartaros e imparò la magia Devil Slayer per distruggere in segreto i demoni che gli avevano tolto la moglie e il figlio, nonostante avesse la magia per ucciderli. Questo perché Mard Geer lo voleva utilizzare come deterrente per tenerlo sotto controllo. Silver scoprì che il figlio era vivo durante i Grandi Giochi di Magia e decise che avrebbe terminato lui la sua opera e a ucciderlo definitivamente per riposare in pace. Gray e Silver si lasciano andare dai sentimenti, Silver allora decide di contattare telepaticamente Juvia (che sta lottando contro il negromante) dicendo che deve sconfigge il demone perché con la negromanzia sta controllando il corpo di Crawford per attivare le 3000 Face. Juvia capisce che se sconfiggesse il demone anche Silver scomparirebbe, ma gli risponde che è tempo che lui riposi in pace. La ragazza alla fine decide di assecondare l'ultimo desidero dell'uomo uccidendo Ki-Suu. Dopo la morte del demone, il corpo di Silver scompare di fronte a Gray, che dona al figlio la magia del Devil Slayer riferendogli che l'ha imparata perché E.N.D. è un demone di fuoco, Gray con la sua nuova magia giura di distruggere il master di Tartaros. |                   |                 |
| 254 | Capitolo di Tartaros: Air 「冥府の門編 Air」 - Tarutarosu-hen Air | 10 ottobre 2015   | 31 gennaio 2024 |
| 254 | Con la sconfitta di Ki-Suu da parte di Juvia, Natsu e Gajeel iniziano a fare sul serio, ma anche Tempesta e Torafuzar decidono di trasformarsi, tale trasformazione viene chiamata Forma Etherious. Natsu attiva la Modalità del Drago di Fuoco e Fulmini, Gajeel attiva la Modalità del Drago di Ferro e Ombra. Vedendo l'enorme potere dei due Dragon Slayer, Torafuzar decide di utilizzare la sua maledizione, ovvero, la Maledizione Tenchii Kaimei. Egli ricopre l'intera area di una strana acqua nera e rivela che è velenosa e che in meno di cinque minuti gli esseri umani moriranno. Il demone mette fuori gioco Natsu, come Lucy e Juvia. Gajeel è costretto a sconfiggere il demone velocemente ma a causa della scarsità di fiato viene sconfitto facilmente, ma Levy giunge sul luogo ed effettua la respirazione bocca a bocca su Gajeel donandogli un po' d'aria. |                   |                 |
| 255 | Capitolo di Tartaros: Acciaio 「冥府の門編 鋼」 - Tarutarosu-hen Hagane | 17 ottobre 2015   | 31 gennaio 2024 |
| 255 | Grazie all'aiuto di Levy, Gajeel guadagna un po' di aria nei polmoni riuscendo a mettere alle strette Torafuzar. Tuttavia il demone modifica la solidità del suo corpo rendendolo più duro del ferro di Gajeel. Il Dragon Slayer messo di nuovo alle strette dal demone ripensa alle parole di Belno che gli ha detto anni prima, ovvero, che deve vivere la sua vita seguendo un obiettivo. Gajeel grazie alla sua forza di volontà nel proteggere le persone che ama si libera dalla presa di Torafuzar e mischia le particelle di carbone presenti nell'acqua con il suo ferro, trasformando il suo corpo in acciaio, così facendo sconfigge il demone e tutta l'acqua nera sparisce. Tempesta decide di uccidere subito il Dragon Slayer ma sul luogo giunge Luxus, che nonostante l'avvelenamento vuole combattere, sbalordendo lo stesso Tempesta. |                   |                 |
| 256 | Capitolo di Tartaros: Gli ultimi duelli 「冥府の門編 最後の一騎打ち」 - Tarutarosu-hen Saigo no ikkiuchi | 24 ottobre 2015   | 31 gennaio 2024 |
| 256 | Luxus e Tempesta continuano a combattere e lo scontro assume proporzioni gigantesche. Luxus a causa delle particelle anti-magia nel corpo è sul punto di perdere, ma grazie alla sua forza di volontà e combinando l'acqua rimasta in zona coi suoi fulmini ha la meglio sul demone ottenendo anche il suo sangue per l'antidoto al veleno. Il demone decide di autodistruggersi di nuovo lasciando nell'aria altre particelle anti-magia, ma vengono congelate da Gray che col potere del Devil Slayer salva i suoi compagni. Intanto, Elsa, Minerva, Happy, Lily, Lector e Frosch giungono nella sala di controllo ma vengono bloccate da Seilah e Kyouka. Seilah con la Maledizione Macro è sul punto di ucciderli ma viene messa fuori gioco da Mirajane che giunge sul luogo. L'attivazione delle 3000 Face però è ormai imminente ed Elsa deve impedire che accada. Kyouka decide di assorbire i poteri di Seilah per sconfiggere i nemici. Elsa e Kyouka si preparano a un nuovo scontro. |                   |                 |
| 257 | Capitolo di Tartaros: Le ali della disperazione 「冥府の門編 絶望の翼」 - Tarutarosu-hen Zetsubō no tsubasa | 31 ottobre 2015   | 31 gennaio 2024 |
| 257 | Elsa inizia un nuovo scontro con Kyouka ma s'interrompono subito perché sentono uno strano rumore. Wendy, Doranbolt e Charle raggiungono il Cubo e anche loro lo sentono. Tutti coloro che si trovano sul Cubo o nelle vicinanze sentono questo rumore che si fa sempre più forte. Natsu e Gajeel sentono una voce avvicinarsi affermando che non hanno mai dimenticato quella voce. Sul Cubo giunge Acnologia che comincia a distruggere tutto quello che incontra. Mard Geer capisce che il drago nero è giunto li per distruggere E.N.D. prima che esso si risvegli. Di colpo Natsu, Gajeel, Wendy, Sting e Rogue cominciano a sentirsi male appena il drago giunge sul luogo. Natsu sente la voce di Igneel che gli dice che è giunto il momento di apparire e fuoriesce dal corpo di Natsu e si scaglia contro Acnologia. |                   |                 |
| 258 | Capitolo di Tartaros: Il pugno di ferro del drago di fuoco 「冥府の門編 火竜の鉄拳」 - Tarutarosu-hen Karyū no tekken | 7 novembre 2015   | 31 gennaio 2024 |
| 258 | Igneel inizia a combattere contro Acnologia e tutti i presenti assistono allo scontro tra i due draghi. Natsu infuriato si scaglia contro Igneel chiedendo spiegazioni ma il drago gli risponde che non è il momento e gli fa una proposta: di rivelargli tutto se il ragazzo sconfiggerà Mard Geer e prenderà il Libro di E.N.D. senza aprirlo. Natsu accetta e si scaglia contro il Re dell'Ade colpendolo con il suo Pugno di Ferro del Drago di Fuoco sorprendendo il Re dell'Ade della potenza del Dragon Slayer. Mard Geer contatta telepaticamente Kyouka dicendole che si deve collegare con la lachrima che attiva le 3000 Face, così facendo Kyouka diventerà una cosa sola con la macchina riuscendo a velocizzare il conto alla rovescia. Kyouka esegue tale processo e attiva la Forma Etherious e ricomincia a combattere contro Elsa. |                   |                 |
| 259 | Capitolo di Tartaros: 00:00 「冥府の門編 ００：００」 - Tarutarosu-hen 00:00 | 14 novembre 2015  | 31 gennaio 2024 |
| 259 | Elsa e Kyouka ricominciano a combattere, il demone nella sua Forma Etherious dimostra di essere molto potente, inoltre Kyouka essendosi collegata alla macchina che collega tutte le Face, fa diminuire sempre di più il timer per la loro attivazione e mette in seria difficoltà Elsa fino a toglierle tutti i cinque sensi, ma Elsa dimostra la sua grande forza di volontà continuando a combattere a riuscendo a sconfiggere Kyouka che viene uccisa definitivamente da Minerva, liberando Elsa dalla maledizione, ma il timer è giunto alla fine e le 3000 Face si attivano. |                   |                 |
| 260 | Capitolo di Tartaros: La fanciulla nel cristallo 「冥府の門編 水晶の中の少女」 - Tarutarosu-hen Suishō no naka no shōjo | 21 novembre 2015  | 31 gennaio 2024 |
| 260 | Venti minuti prima dell'attivazione di Face, Natsu continua a combattere contro Mard Geer e questi comincia a fare sul serio. Intanto, Acnologia parla per la prima volta a Igneel dicendo che non si aspettava di vedere altri draghi. Sting e Rogue appoggiano Natsu nello scontro con Mard Geer e questi infuriato decide di scatenarsi. Nonostante i tre Dragon Slayer, Mard Geer non è in difficoltà. Intanto, Wendy e Doranbolt raggiungono il Cubo, Lucy raggiunge il gruppo di Elfman. Makarov con la telepatia avverte tutti che Fairy Tail ha ancora un asso nella manica, ovvero, Lumen Historie che si rivela essere il corpo del primo master all'interno di un cristallo. |                   |                 |
| 261 | Capitolo di Tartaros: Il Demone Assoluto 「冥府の門編 絶対の悪魔」 - Tarutarosu-hen Zettai no akuma | 28 novembre 2015  | 31 gennaio 2024 |
| 261 | I ragazzi decidono di recarsi alla gilda, Makarov intanto contatta singolarmente Doranbolt dicendogli che una volta finita la guerra dovrà cancellare i ricordi di Lumen Historie da tutti, compreso sé stesso. Intanto, Natsu, Sting e Rogue sono in difficoltà contro la potenza di Mard Geer. Quest'ultimo rivela ai Dragon Slayer il motivo del perché Zeref li ha creati, auto maledettosi diventando immortale, ma desideroso di morire, così ha creato gli Etherious, con lo scopo che questi un giorno potessero ucciderlo. Sul luogo giunge Gray che ribalta la situazione con i suoi poteri di Devil Slayer, ma viene fermato da un nuovo servo del Re dell'Ade: Jiemma, ex master di Sabertooth divenuto un demone come sua figlia. Jiemma inizia a combattere contro Sting e Rogue. Natsu e Gray si preparano a combattere contro Mard Geer che attiva la Forma Etherious. Una volta trasformatosi rivela che il suo nome è Mard Geer Tartaros, conosciuto come Re dell'Ade e Demone Assoluto. |                   |                 |
| 262 | Capitolo di Tartaros: Memento Mori 「冥府の門編 メメント・モリ」 - Tarutarosu-hen Memento mori | 5 dicembre 2015   | 31 gennaio 2024 |
| 262 | Natsu e Gray iniziano a combattere contro Mard Geer. Sting e Rogue continuano il loro scontro con Jiemma e questi continua a infangarli dicendo che Sabertooth è niente senza di lui. I due Dragon Slayer gli rispondono che hanno ricostruito Sabertooth da zero con l'unione dei propri compagni, come Fairy Tail e inoltre dicono che riusciranno solo dopo che Jiemma sparirà dalla loro vita. Alla fine Sting e Rogue sconfiggono l'ex master e stremati cadono a terra. Natsu e Gray continuano a combattere contro il Re dell'Ade e questi nonostante l'unione della magia Dragon Slayer e Devil Slayer non cede. Durante lo scontro Mard Geer rivela che quando si è sviluppata la Prima Magia, E.N.D. all'epoca aveva trovato una nuova fonte di potere, ovvero, le Maledizioni, fondate dall'odio, gelosia e rabbia e sono loro il futuro del mondo. Detto questo Mard Geer scatena contro i due la sua maledizione più potente, creata da lui stesso per sconfiggere Zeref: la Maledizione Memento Mori. Natsu e Gray vengono assorbiti da strani spiriti e scompaiono. Una volta terminata la maledizione i due ragazzi non ci sono più. Mard Geer rivela che questa è la sua maledizione definitiva e che ha trasformato i due ragazzi in nulla. |                   |                 |
| 263 | Capitolo di Tartaros: Il cielo sopra Ishgar 「冥府の門編 イシュガルに舞う」 - Tarutarosu-hen Ishugaru ni mau | 12 dicembre 2015  | 31 gennaio 2024 |
| 263 | Natsu e Gray sopravvivono alla maledizione grazie a quest'ultimo, che con i poteri del Devil Slayer trasforma parte del suo corpo in demone assorbendo la maledizione e salvandosi, ma a causa di tale sforzo è esausto e cade al suolo privo di energie. Mard Geer infuriato si scaglia contro Natsu, che attiva la modalità Dragon Force e si scatena fino a prosciugare tutte le sue energie, ma dando a Gray il tempo di riprendersi per dare il colpo di grazia e sconfiggere Mard Geer, per poi prendere il libro di E.N.D. In quello stesso istante Elsa aveva sconfitto Kyouka e le 3000 Face si attivavano. In ogni parte del continente le diverse gilde cercano di distruggere le Face ma invano, e a poco a poco tutta la magia scompare dal continente. Di colpo, nel luogo dove si trovano Natsu e Gray precipita Acnologia, sconfitto da Igneel e quest'ultimo dice di non disperarsi. Dalla sala di controllo notano che le Face vengono distrutte una a una. Coloro che stanno distruggendo le Face sono i draghi, precisamente coloro che hanno allevato Wendy, Gajeel, Sting e Rogue: Grandine, Metallicana, Weisslogia e Skiadrum. Con la distruzione delle 3000 Face, la magia non scompare e la rinascita di E.N.D. viene fermata. |                   |                 |
| 264 | Capitolo di Tartaros: Gocce di Fuoco 「冥府の門編 炎の雫」 - Tarutarosu-hen Hono no shizuku | 19 dicembre 2015  | 31 gennaio 2024 |
| 264 | I draghi salvano il continente distruggendo tutte le Face. Igneel, come promesso, rivela la verità a Natsu e spiega che i draghi erano all'interno dei Dragon Slayer per due motivi, ovvero, fermare il processo di dragonificazione come avvenuto ad Acnologia creando degli anticorpi. Prima di rivelare il secondo motivo, Acnologia si riprende e inizia di nuovo a combattere contro Igneel. Il libro di E.N.D. scompare dalle mani di Gray, per riapparire in quelle di Zeref giunto sul posto. Mard Geer chiede un'altra occasione, ma Zeref lo uccide facendolo tornare nel suo libro che brucia all'istante, ritenendolo ormai inutile. Zeref rivela che era giunto lì per finire la sua opera ma con l'arrivo di Acnologia non può, prima di sparire nuovamente col libro dice che scatenerà la più grande disperazione nel mondo. Igneel viene messo in difficoltà da Acnologia e decide di parlare a Natsu telepaticamente dicendogli che il secondo motivo e che aspettavano il giorno in cui avrebbero ucciso Acnologia. Natsu corre verso i due draghi e assiste all'ultimo attacco. Igneel amputa un braccio ad Acnologia e questi trapassa il corpo dell'avversario per poi ucciderlo definitivamente con il suo ruggito di fronte a Natsu, per poi sparire. |                   |                 |
| 265 | Capitolo di Tartaros, finale: Questo è il potere della vita 「冥府の門編 【終章】それが生きる力だ」 - Tarutarosu-hen Shūshō Sore ga ikiru chikara da | 26 dicembre 2015  | 31 gennaio 2024 |
| 265 | Giunta l'alba, la battaglia tra Fairy Tail e Tartaros è conclusa. Grandine, Metallicana, Weisslogia e Skiadrum rivelano la verità a Wendy, Gajeel, Sting e Rogue, che erano entrati nei loro corpi per fermare il processo di dragonificazione creando degli anticorpi. Inoltre spiegano che sono morti secoli fa, uccisi da Acnologia ma una parte della loro anima è rimasta viva e ha permesso loro di sopravvivere per molti anni. Dopo aver spiegato la verità i draghi scompaiono per sempre. Natsu promette a Igneel che in futuro sconfiggerà Acnologia. Una settimana dopo la battaglia, i cittadini di Magnolia ricostruiscono la città. Luxus, Fried, Bixlow ed Evergreen vengono curati da Polyusca. Natsu e Happy lasciano una lettera a Lucy dicendo che partono per allenarsi e che torneranno tra un anno. Gray fa visita alla tomba dei genitori, Juvia lo raggiunge e gli rivela che uccidendo il negromante ha ucciso Silver, Gray l'afferra, ma quando sembra voglia picchiarla la stringe in lacrime e la ringrazia. Elsa incontra Gerard che insieme agli Oracions Sèis e a Meredy continuerà a combattere le gilde oscure. Verso sera, Doranbolt incontra Makarov dicendogli che ha cancellato a tutti il ricordo di Lumen Historie. Subito dopo, Makarov fa comparire il marchio di Fairy Tail a Doranbolt rivelandogli che egli è sempre stato un membro di Fairy Tail e che si è cancellato la memoria per infiltrarsi nel Consiglio (vero motivo per cui cercava sempre di aiutarli) e decide di sciogliere Fairy Tail. In un luogo misterioso, Zeref spera che Natsu lo sconfigga un giorno e rivela il vero nome di E.N.D.: Etherious Natsu Dragonil. |                   |                 |

## Uscita
I DVD della seconda parte di Fairy Tail, sono stati distribuiti assieme al Monthly Fairy Tail, una rivista mensile esclusiva del manga, dal 17 luglio 2014 al 15 luglio 2016.
| Box Set                | Data              | ISBN Giappone     | Episodi | Fonti  |
| ---------------------- | ----------------- | ----------------- | ------- | ------ |
| Fairy Tail Magazine 1  | 17 luglio 2014    | 978-4-06-358713-5 | 176-179 | [ 13 ] |
| Fairy Tail Magazine 2  | 16 agosto 2014    | 978-4-06-358715-9 | 180-183 | [ 14 ] |
| Fairy Tail Magazine 3  | 17 settembre 2014 | 978-4-06-358730-2 | 184-187 | [ 15 ] |
| Fairy Tail Magazine 4  | 17 ottobre 2014   | 978-4-06-358731-9 | 188-191 | [ 16 ] |
| Fairy Tail Magazine 5  | 17 novembre 2014  | 978-4-06-358732-6 | 192-195 | [ 17 ] |
| Fairy Tail Magazine 6  | 17 dicembre 2014  | 978-4-06-358733-3 | 196-199 | [ 18 ] |
| Fairy Tail Magazine 7  | 16 gennaio 2015   | 978-4-06-358734-0 | 200-203 | [ 19 ] |
| Fairy Tail Magazine 8  | 17 febbraio 2015  | 978-4-06-358735-7 | 204-207 | [ 20 ] |
| Fairy Tail Magazine 9  | 17 marzo 2015     | 978-4-06-358736-4 | 208-211 | [ 21 ] |
| Fairy Tail Magazine 10 | 17 aprile 2015    | 978-4-06-358737-1 | 212-215 | [ 22 ] |
| Fairy Tail Magazine 11 | 15 maggio 2015    | 978-4-06-358738-8 | 216-219 | [ 23 ] |
| Fairy Tail Magazine 12 | 17 giugno 2015    | 978-4-06-358739-5 | 220-223 | [ 24 ] |
| Fairy Tail Magazine 13 | 17 luglio 2015    | 978-4-06-358740-1 | 224-226 | [ 25 ] |
| Fairy Tail Magazine 14 | 17 settembre 2015 | 978-4-06-358782-1 | 227-230 | [ 26 ] |
| Fairy Tail Magazine 15 | 17 novembre 2015  | 978-4-06-358785-2 | 231-234 | [ 27 ] |
| Fairy Tail Magazine 16 | 17 dicembre 2015  | 978-4-06-358786-9 | 235-238 | [ 28 ] |
| Fairy Tail Magazine 17 | 15 gennaio 2016   | 978-4-06-358787-6 | 239-242 | [ 29 ] |
| Fairy Tail Magazine 18 | 17 febbraio 2016  | 978-4-06-358788-3 | 243-246 | [ 30 ] |
| Fairy Tail Magazine 19 | 17 marzo 2016     | 978-4-06-358789-0 | 247-250 | [ 31 ] |
| Fairy Tail Magazine 20 | 15 aprile 2016    | 978-4-06-358808-8 | 251-254 | [ 32 ] |
| Fairy Tail Magazine 21 | 17 maggio 2016    | 978-4-06-358809-5 | 255-258 | [ 33 ] |
| Fairy Tail Magazine 22 | 17 giugno 2016    | 978-4-06-358810-1 | 259-262 | [ 34 ] |
| Fairy Tail Magazine 23 | 15 luglio 2016    | 978-4-06-358811-8 | 263-266 | [ 35 ] |